# Юнкер (помещик)

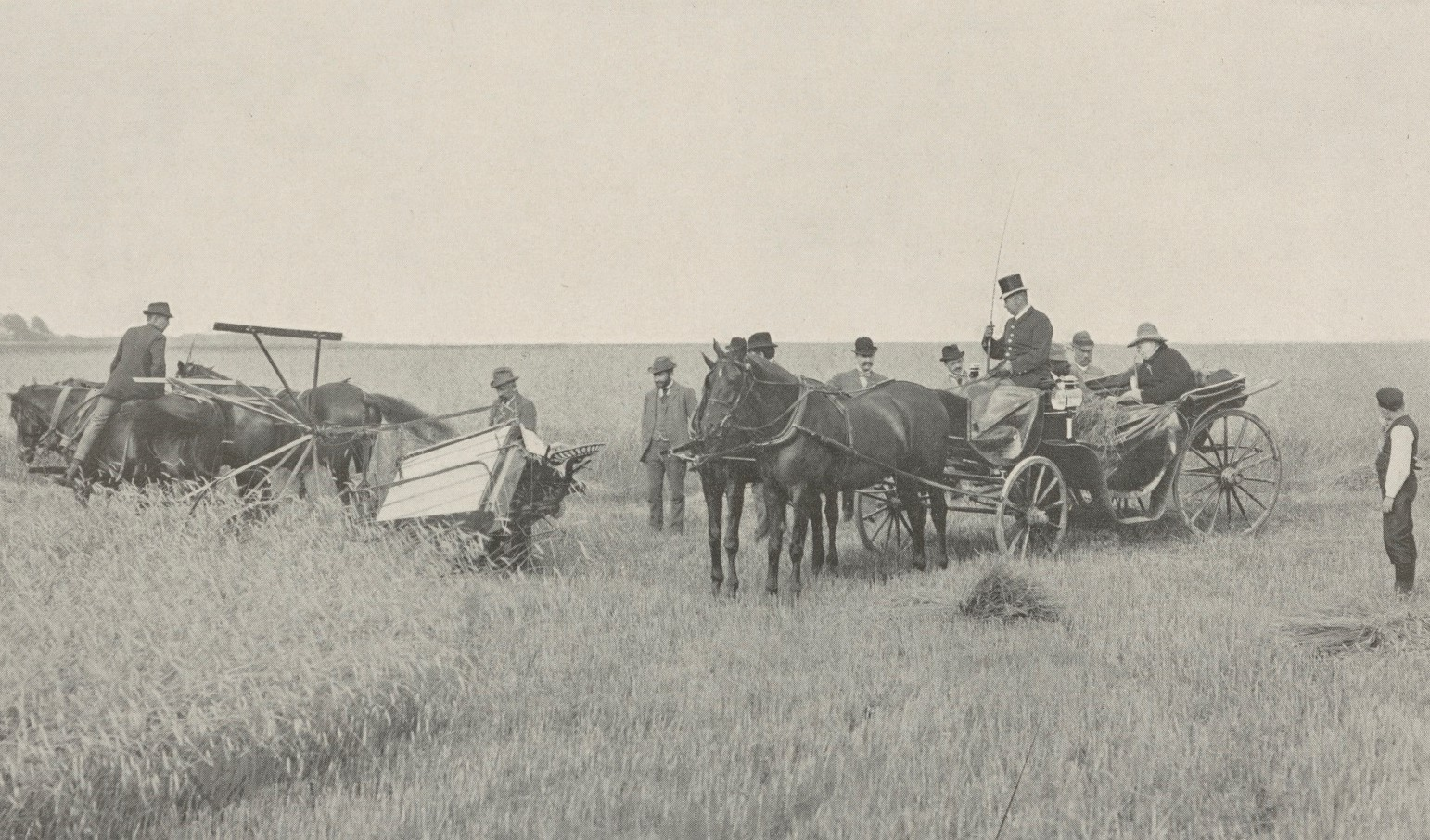
Отто фон Бисмарк наблюдает за сбором урожая в своём имении Фридрихсру, 1897 год

Ю́нкеры (нем. Junker) — термин, закрепившийся в XIX веке за дворянами Заэльбья, чьим традиционным занятием было ведение поместного хозяйства посредством труда подневольных крестьян.
Юнкеры играли значительную роль в истории Пруссии и Германской империи. Характерными чертами юнкерства были консерватизм, приверженность монархии и стремление к сохранению своих привилегий.
Социально-политическое значение юнкерства было окончательно ликвидировано в результате аграрных реформ и смены политического строя после Второй мировой войны.

## История термина
Как и нидерл. jonkheer, слово Junker, изначально обозначавшее молодого дворянина, в позднем Средневековье получает новый смысл: юнкерами начинают называть дворян независимо от возраста, прежде всего — восточногерманских помещиков. К юнкерам могли причислять себя и патриции балтийских городов: например, зал собраний торговцев в Данциге был известен под названием «Юнкерхоф».
В XIX веке термин приобретает негативную окраску в высказываниях сторонников демократии и либерализма. Юнкерство (нем. Junkertum) ассоциируется ими с анахроничным реакционным мировоззрением и поведением старых элит, занимающих доминирующее положение в государстве и обществе. В период конституционного конфликта в Пруссии оппозиция говорит о «юнкерском режиме» и «юнкерской диктатуре».
Использование термина «юнкеры» в академической литературе иногда считается нежелательным из-за оценочной окраски и нечёткости определения: так, не всегда ясно, следует ли включать в эту группу землевладельцев-простолюдинов. Хартвин Шпенкух вводит более узкий термин «юнкерское дворянство».

## Раннее Новое время

### Поместное хозяйство

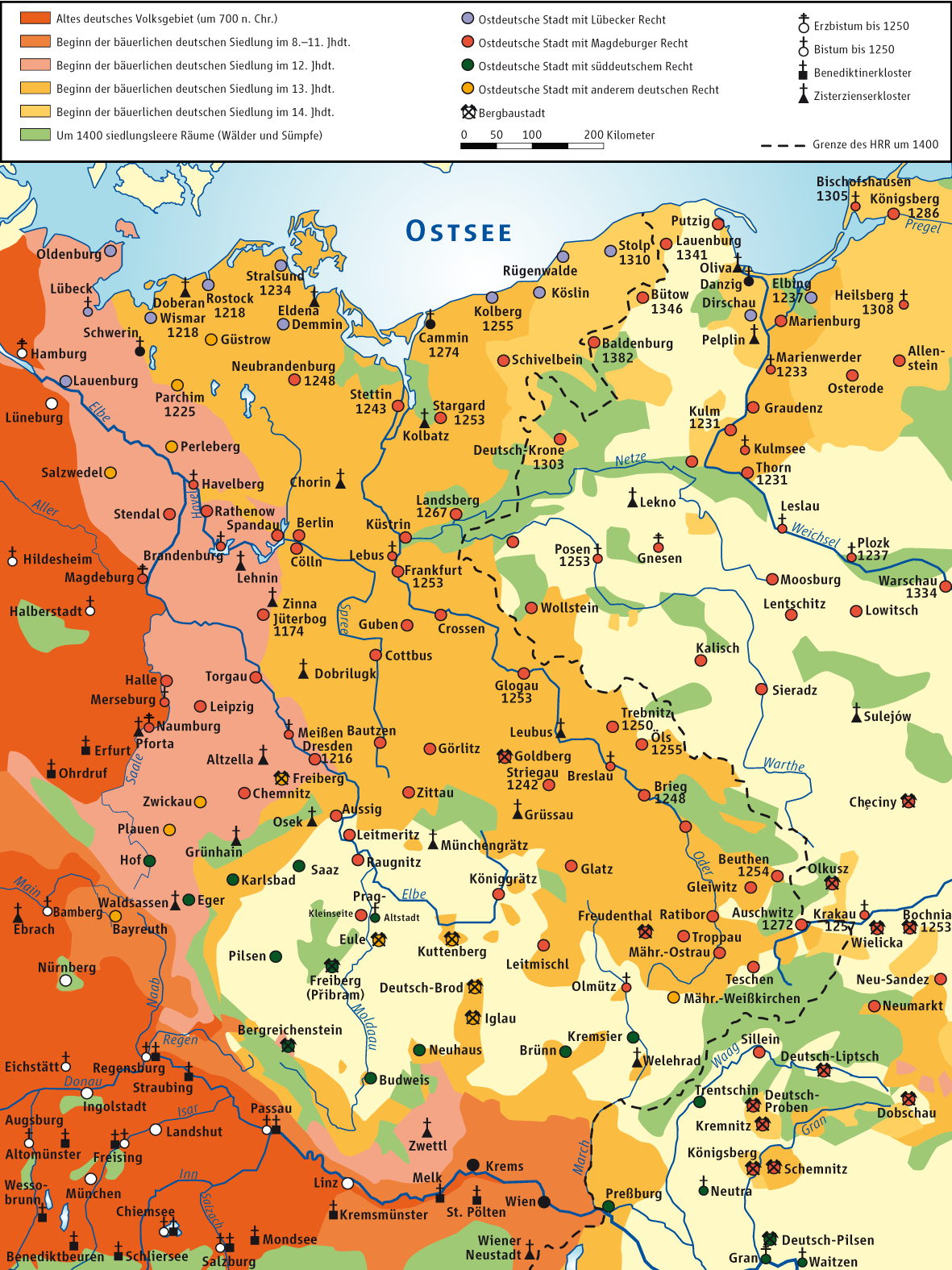
Немецкая экспансия на восток в Средние века

Возникновение социальной группы, которую впоследствии стали называть юнкерами, связано с немецкой экспансией на восток в XII веке. Многие из поселенцев, получавших земли за военную службу, были младшими сыновьями из дворянских семей (ср.-в.-нем. juncherre — «молодой господин»). Правители стремились поселить как можно больше боеспособных жителей на территориях, которым угрожали западнославянские племена. Выделяемые ими поместья зачастую были небольшими: владения половины семей ограничивались одной или несколькими деревнями.
К XVI веку дворяне стали доминирующей силой в Заэльбье. Ослабление центральной власти позволило им расширить свои владения и усилить контроль над местным населением. После конфискации церковного имущества во время Реформации в их руках оказались лучшие земли. Политическое влияние городов ослабло, и бюргеры больше не могли оставаться монополистами в торговле. Это позволило помещикам в полной мере извлекать выгоду от экспорта в Западную Европу, где был высокий спрос на зерно, древесину, шерсть, пеньку, лён и шкуры. В 1620 году местной знати принадлежало примерно две трети всей земли в Бранденбурге.
К XVII веку в регионе стала преобладать система поместного хозяйства (Gutsherrschaft), при которой землевладельцы преимущественно жили не за счёт ренты, как в других, более заселённых регионах Германии, а посредством барщинного труда крестьян. В Бранденбурге повинность составляла три дня в неделю, в Померании преобладало крепостничество с 5-7 днями принудительного труда в неделю. К концу XVIII века размер барщины для большинства крестьян Восточной Пруссии был менее одного дня в неделю. Для выхода крепостной должен был найти нового поселенца на замену себе и уплатить выкуп. Крестьянские дети подросткового возраста обязывались служить в доме господина до своего вступления в брак.
В своих владениях помещики пользовались монополией на мельничное право и пивоварение. Получая свой надел, крестьянин приносил господину клятву верности, подобную той, что вассал давал своему сеньору. Когда имение переходило к другому владельцу, все подданные приводились к присяге. В своих владениях помещики обладали судебной властью (Gerichtsherrschaft) и определяли правила общественной жизни: своими постановлениями они могли запрещать музыку и азартные игры в тавернах, вводить штрафы за внебрачные отношения, обязывать крестьян присутствовать на церковной службе. За соблюдение порядка отвечал один из жителей деревни, назначенный помещиком на должность шульца. Вотчинные суды могли подвергать крестьян телесным наказаниям и тюремному заключению. Помещики стремились избегать расходов на расследование дел, в которых они не были потерпевшей стороной, и зачастую они позволяли преступникам избегать наказания.
Состояние крупнейших землевладельцев Заэльбья было скромным в сравнении с другими дворянами Центральной Европы: богатейшему в Бранденбурге роду Арнимов принадлежало около сотни хозяйств, в то время как в Богемии было 16 семей, имевших более 2 тысяч хозяйств.

### Экономический упадок

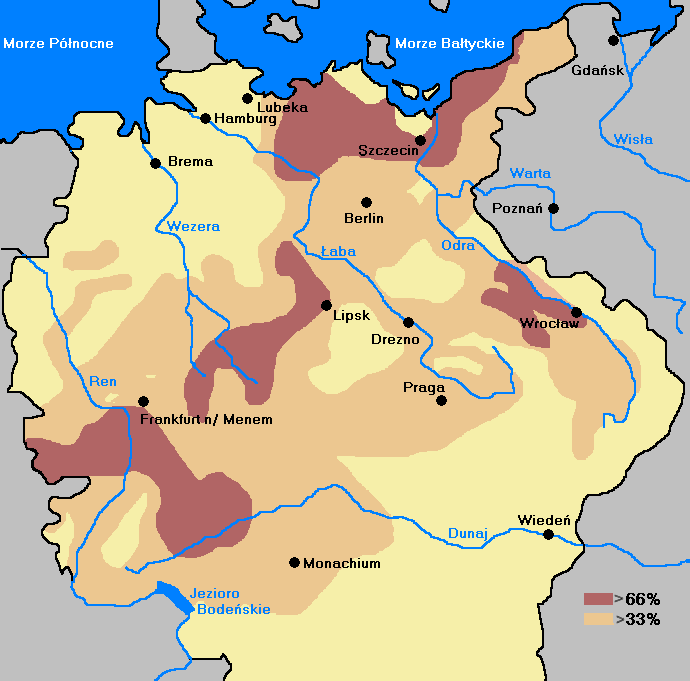
Убыль населения в Священной Римской империи в результате Тридцатилетней войны

Тридцатилетняя война значительно сократила население Бранденбурга и Померании, в то время как Восточная Пруссия серьёзно пострадала от северной войны 1655—1660 годов и эпидемии чумы 1708—1712 годов. Регион надолго погрузился в упадок, выход из которого осложнялся налогами, взимаемыми на поддержание постоянной армии, и низкими ценами на зерно. Доходы помещиков упали втрое. Недостаток рабочей силы усилил позицию крестьян во взаимоотношениях с господами, соглашавшимися на временное освобождение от налоговых и арендных платежей. В это же время распространяется близкая к крепостничеству форма условного землевладения (Laß), предусматривающая исполнение трудовых и денежных повинностей за пользование наделом. Помещик при этом брал на себя расходы, связанные с ведением хозяйства, такие как приобретение инвентаря и строительство зданий. Соответствующее имущество оставалось в его собственности. Привязывая крестьянина к земле, хозяин гарантировал себе получение прибыли в условиях дефицита рабочей силы. В XVII—XVIII века центральная власть приняла ряд мер, направленных на соблюдение государственных законов вотчинными судами, и крестьяне стали чаще вступать в тяжбы с господами.
Непрочная материальная база и закредитованность местного дворянства оборачивались тем, что череда плохих урожаев приводила к банкротству наименее обеспеченных помещиков. Послевоенное восстановление характеризовалось распространением наёмного труда и стремлением помещиков к консолидации земельных владений. Тем не менее в течение XVIII века доля безземельных дворян в Бранденбурге и Померании стабильно росла. К концу столетия в заэльбской Пруссии насчитывалось около 12 тысяч поместий.
Король Фридрих Вильгельм I упразднил феодальные отношения со знатью, аллодифицировав их владения. Оставшаяся со Средних веков обязанность вассала предоставлять военную помощь была заменена ежегодной уплатой налога. В то же время монарх отказывался от своего выморочного права, расширив возможности для продажи имений и передачи их по наследству. Женщины получили право вступать во владение поместьем в случае, если их муж не был человеком низкого происхождения. Богатые семьи учреждали специальные фонды, средства из которых шли на содержание вдов и незамужних дочерей; для менее обеспеченных существовали приюты для благородных девиц (нем. Fräuleinstifte), многие из которых были созданы на территории монастырей, секуляризированных во время Реформации. Обедневшему дворянину разрешалось вступать в брак с женщиной «невысокого, но уважаемого происхождения и исключительного достатка».

### Политическое влияние
До Тридцатилетней войны дворяне Бранденбурга пользовались большим влиянием в управлении государством. Тяжёлое финансовое положение вынудило Иоахима II передать в руки сословий контроль над сбором и тратой налогов. В 1540 году для управления его долгами было учреждено собрание (нем. Kreditwerk) из 18 членов влиятельных семей Бранденбурга. На протяжении следующего столетия курфюрсты сильно зависели от этой организации. Представители высшей знати являлись кредиторами правителей Бранденбурга и занимали около половины придворных должностей. Для обеспечения долгов курфюрстам пришлось передать в руки дворян существенную часть своих земель.
Герцоги Пруссии также были слабыми правителями. Исполнительная власть, финансы и армия находились в руках сословий. Гарантом их привилегий были польские короли, имевшие сюзеренитет над герцогством до 1657 года. Прусские дворяне фактически назначали ландратов, руководивших амтами; ландраты, в свою очередь, назначали четырёх оберратов, в чьих руках была сконцентрирована власть в герцогстве.

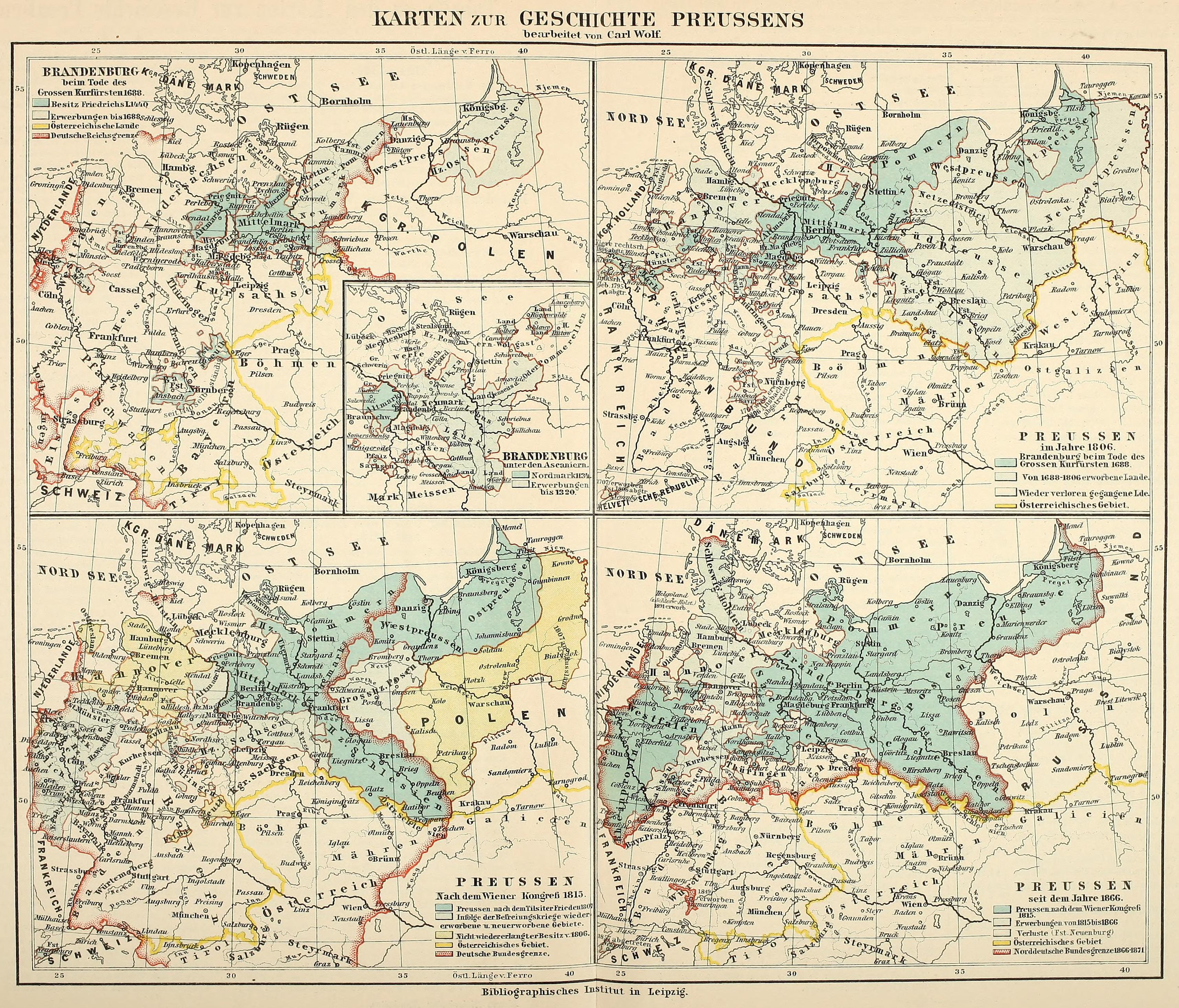
Территориальные изменения Бранденбург-Пруссии в 1688—1866 годы

Экономический упадок и переход курфюрстов в кальвинизм привели к тому, что бранденбургская знать утратила своё политическое влияние. С централизацией государства правители ослабили роль ландтагов, стали самостоятельно определять внешнюю политику и полагаться на бюрократический аппарат в проведении своего курса. Курфюрст Фридрих Вильгельм I стремился назначать на важные должности своих единоверцев из других регионов.
Я добиваюсь своего и упрочиваю суверенитет, устанавливаю корону крепко, как бронзовый утёс, и позволяю юнкерам сотрясать воздух в ландтагах. Когда добиваешься своего, нужно позволять людям сотрясать воздух.
Дворяне Заэльбья традиционно занимали посты ландратов — ключевых чиновников в системе местного самоуправления, но в остальном они не имели большого представительства в государственном аппарате Гогенцоллернов. В 1660—1740 годы они занимали менее 10 процентов придворных, дипломатических и высоких административных должностей. В последующие десятилетия роль заэльбской знати несколько возросла, и в 1806 году на них приходилось около четверти высших государственных постов Пруссии.

### Военная служба
Служба в прусской армии давала местной знати возможность приобрести статус и стабильный источник дохода в период экономического упадка. Жалование секунд-лейтенанта было весьма скромным, около 120 талеров в год, и отсутствие материальной поддержки со стороны семьи грозило ему бедственным положением. С другой стороны, субалтерн-офицер мог рассчитывать получить к тридцатилетнему возрасту звание капитана и приобрести собственную роту, на вербовку, экипировку и содержание которой из казны выделялась крупная сумма денег. В мирное время он мог присваивать часть этих средств, освобождая часть солдат от службы на протяжении многих месяцев. Такая практика закрепилась в связи с тем, что помещики стремились брать в рекруты собственных крестьян, что позволяло избежать убытков при вербовке и использовать бездействующую силу в свободный от сельскохозяйственных работ сезон. Солдаты, завербованные извне, также имели возможность отказаться от жалования и заниматься гражданским трудом в свободное от службы время. Чтобы поспособствовать этому, ротные командиры могли выделить своим подопечным средства на обучение и приобретение рабочих инструментов. Умело распоряжаясь имеющимися финансами, капитан мог ежегодно получать до 2 тысяч талеров в дополнение к своему жалованию в 550 талеров, а обладание собственным полком приносило офицеру порядка 6 тысяч талеров. Военная служба также способствовала продвижению в официальной государственной иерархии: в прусской табели о рангах 1713 года полковники занимали промежуточное положение между высшими провинциальными чиновниками и верховными судьями, а после отставки они нередко получали должности министров и губернаторов.

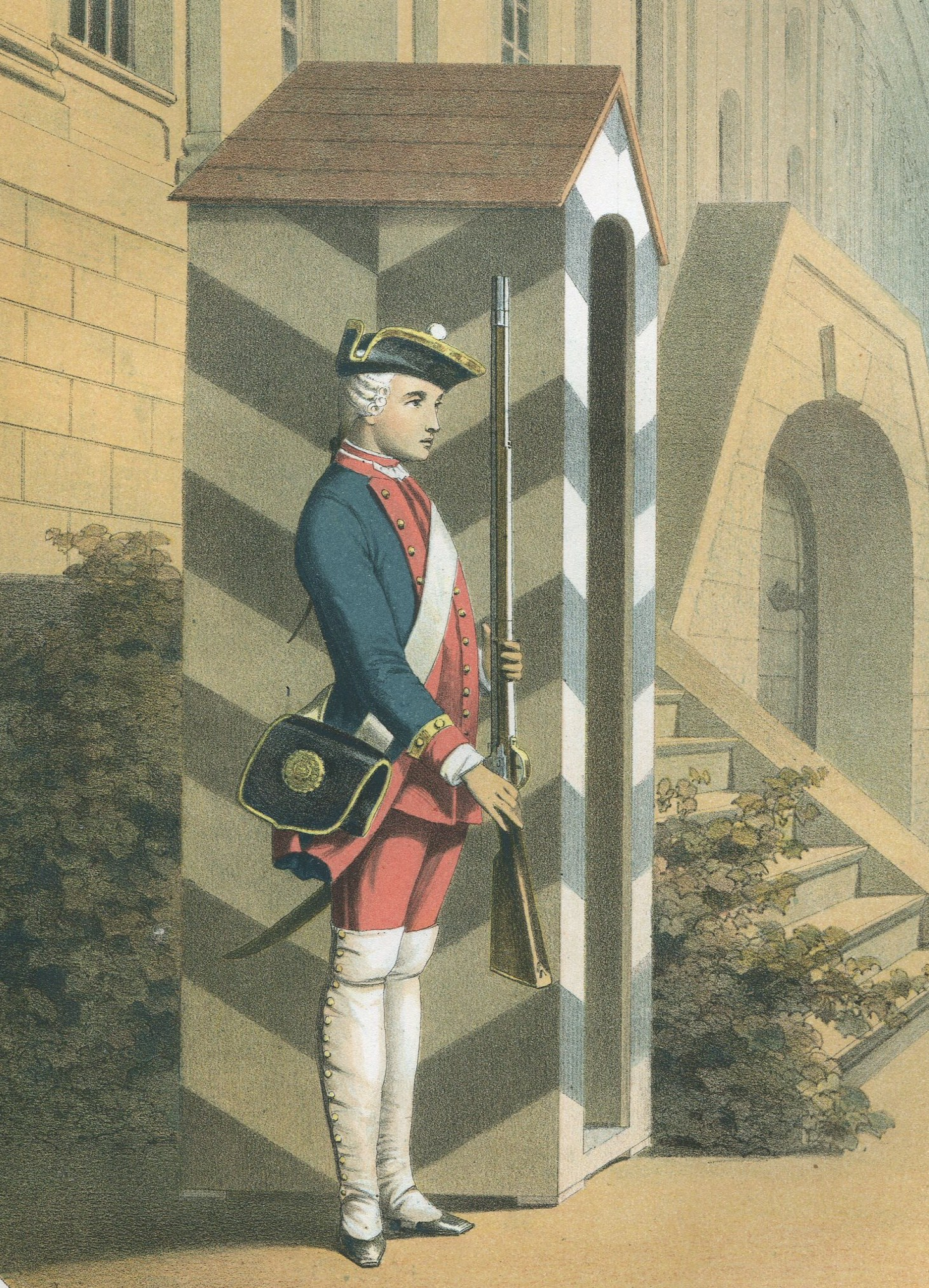
Кадет у постовой будки в Берлине

В 1650—1725 годы более половины полковых командиров были представителями местной знати из Бранденбурга, Померании и Восточной Пруссии. В 1717 году в Берлине был учреждён кадетский корпус, куда преимущественно поступали выходцы из небогатых дворянских семей. К 1740 году около половины прусских офицеров являлись его выпускниками.
В течение XVIII века армия играла важную роль в жизни дворян Заэльбья: в 1713 году треть помещиков были действующими или отставными военными, к концу столетия их доля возросла до 60 процентов. Вместе с тем к началу XIX века лишь 15 процентов юношей из дворянских семей Бранденбурга и Померании обучались в военных академиях. Начало офицерской карьеры предполагало траты порядка тысячи талеров, что превышало годовой доход 20 процентов беднейших помещиков. Наиболее обеспеченных дворян отталкивала социальная иерархия профессиональной армии, где звание было более значимым, чем благородное происхождение. Военная служба была очень опасным родом деятельности: в сражениях 1740—1763 годов погибло 72 представителя рода Веделей и 52 выходца из семьи Клейстов. В правление Фридриха Вильгельма I, известного своей мизогинией, офицеры также испытывали сложности со вступлением в брак: для женитьбы им нужно было получить согласие короля, и в большинстве полков менее шестой части офицеров имели супругу.

### Культура и мировоззрение

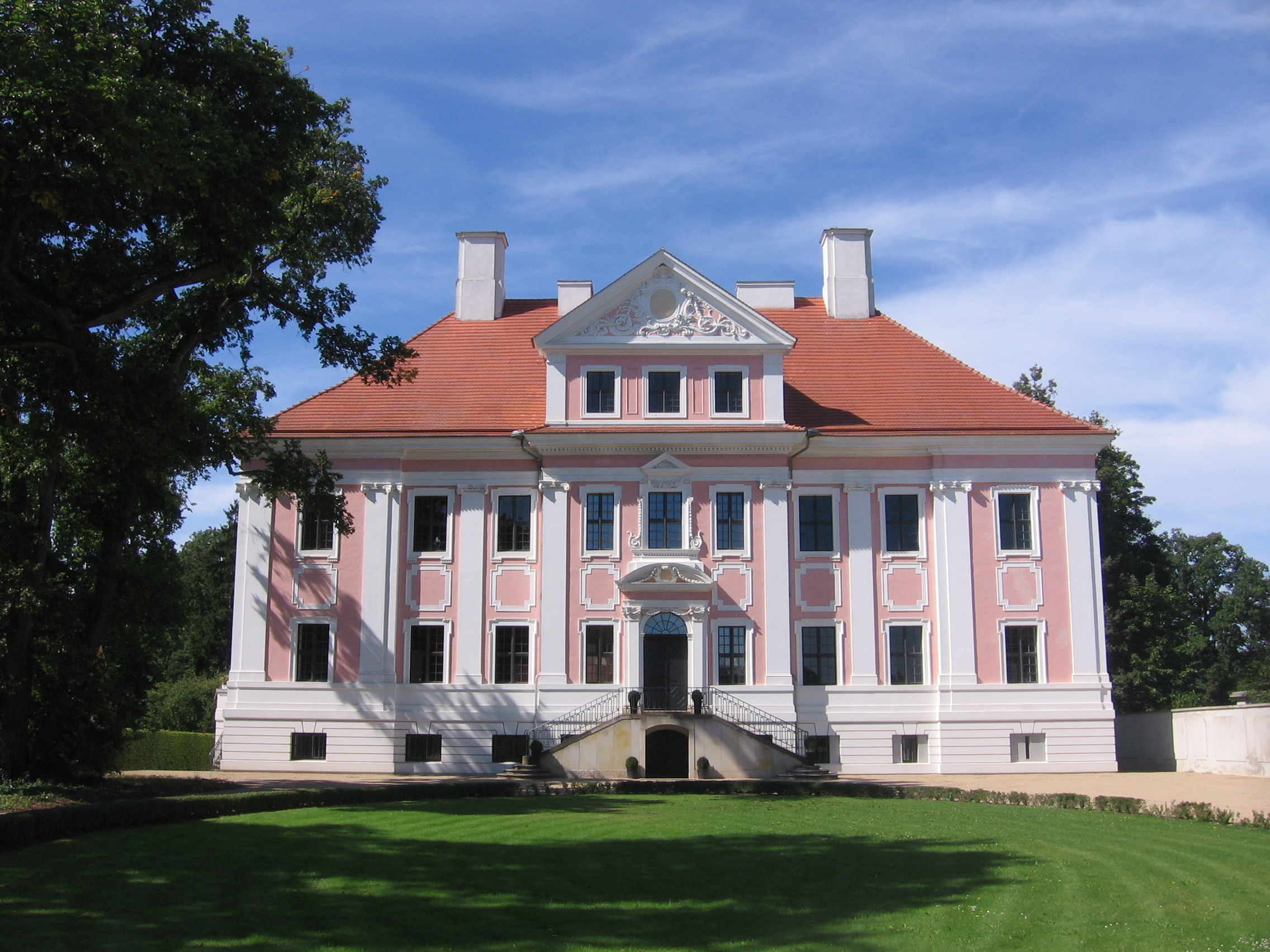
Замок Грос Риц, построенный для Ганса Георга фон дер Марвица в 1700 году

В позднем Средневековье дворяне Заэльбья не были затронуты рыцарской культурой Западной Европы. На протяжении многих веков их усадьбы немногим отличались от крестьянских жилищ. Символические атрибуты высокого статуса, присущие дворянам Западной Европы, не были распространены среди прусских помещиков, которые обладали прямой властью над крестьянами и не отличались богатством. Свидетельством их особого положения могли служить личные ложи и памятники предкам, возводившиеся в церквях для их покровителей. В начале XVIII века многие помещики стали строить скромные особняки, отделанные штукатуркой и лепниной. В 1770-е годы в Заэльбье появляются первые пейзажные парки.
В Заэльбье существовала традиция праздников, проводившихся в честь сбора осеннего урожая. Крестьяне водружали на голову господина венок из колосьев, после чего помещик исполнял с женой танец. В глазах знати, привыкшей к культуре берлинского двора, провинциальные землевладельцы представлялись невежественными и неотёсанными. Король Фридрих Вильгельм I также был противником поездок дворян за рубеж, которые дозволялись только по служебным делам.
С конца XVI до середины XVIII века исключительной популярностью среди немецких дворян пользуется «литература для отцов семейств» (Hausväterliteratur), содержащая наставления по ведению сельского и домашнего хозяйства. В ней проповедовался патриархальный жизненный уклад: главу дома учили «бояться Бога, обращаться с женой, воспитывать детей, руководить слугами и подданными и управлять поместьем». В обращении с крестьянином следовало исходить из того, что «разумные доводы едва могут повлиять на него и привести к послушанию… Поскольку лишь чувственные ощущения управляют его образом жизни… с их породой нельзя справиться без телесных наказаний». Развивая эти представления, философ Христиан Гарве сравнивал крестьян с евреями: и те и другие были поглощены своим ремеслом (земледелием и коммерцией соответственно), жили в отрыве от цивилизованного общества и развили в себе хитрость и недоверие, часто переходящее в ненависть, особенно в отношении господ.
Людям благородного происхождения запрещались занятия, недостойные их сословия, такие как торговля на рынке. Они воспринимали себя как «среднее сословие» (нем. Mittelstand), которое, как писал Фридрих фон дер Марвиц, было необходимо монарху, «чтобы отделить народные массы и надзирать за ними». Согласно ему, «государства для крестьянина не существует, поскольку он не видит его и ничего не знает о нём, за исключением уплаты ему налогов», в то время как «непосредственную власть помещика он осознаёт полностью». По убеждению Марвица, среднее сословие «должно обладать определёнными привилегиями, иначе оно сольётся с народом и не сможет оказывать на него влияния». Принятие Прусского земского уложения, относившего привилегии знати к области позитивного права, сопровождалось протестами дворян, считавших, что их власть над подданными обусловлена естественным положением вещей.
В своих владениях помещики имели право назначать местных пасторов и школьных учителей. Дворяне отказывались отдавать своих потомков в общественные школы из опасения, что «их хорошим нравам повредит соприкосновение с детьми простолюдинов». Сами они зачастую не имели хорошего образования и не стремились заниматься обучением своих подданных. Согласно Гарве, помещики были убеждены, что «самый глупый и невежественный крестьянин наиболее честен… Из самых неотёсанных и невежественных крестьян получаются лучшие солдаты». Королевские указы Фридриха Вильгельма I и Фридриха II об организации деревенских школ преимущественно не исполнялись. В конце XVIII века неприятие филантропизма стало частью дискурса зарождающегося немецкого консерватизма.
Правители XVIII века не рассматривали прусскую знать как единое целое. В «Политическом завещании» 1769 года Фридрих II описывает померанских дворян как простых и прямолинейных, из которых выходят отличные солдаты, восточнопрусских — как энергичных, но слишком заинтересованных в своих локальных интересах. По его мнению, этих положительных качеств недоставало бранденбуржцам, склонным к гедонизму. Фридрих положительно отзывается о дворянах Верхней Силезии, несмотря на их лень и недостаток образования, в отличие от знати Нижней Силезии, чьи недостатки усугублялись их привязанностью к Габсбургам.

## Наполеоновская эпоха
В последние десятилетия XVIII века рост цен на зерно и доступность кредитов подтолкнули прусских дворян к активной спекуляции земельными владениями. Современники сравнивали этот феномен с тюльпаноманией. Земля стремительно увеличивалась в цене: в 1770—1800 годы в Бранденбурге она подорожала на 400 процентов, в Силезии — на 225 процентов. За два года, предшествовавших сражению при Йене, около четверти поместий Восточной Пруссии сменили владельцев. Сделки заключались преимущественно за счёт заёмных средств: к весне 1806 года средняя задолженность дворянских имений Ноймарка составляла 72 процента от цены их последней покупки и 106 процентов от их оценочной стоимости. Постоянная смена владельцев поместий подрывала основания патерналистских отношений между господином и его подданными. Один из силезских ландратов констатировал, что «крестьянин лишается возможности поддерживать своё существование, поскольку сменяющие друг друга хозяева думают только об извлечении всех возможных доходов из поместья, купленного по завышенной цене… Выжав поместье, как лимон, владелец бросает его, чтобы вновь проделать это со своим следующим приобретением».

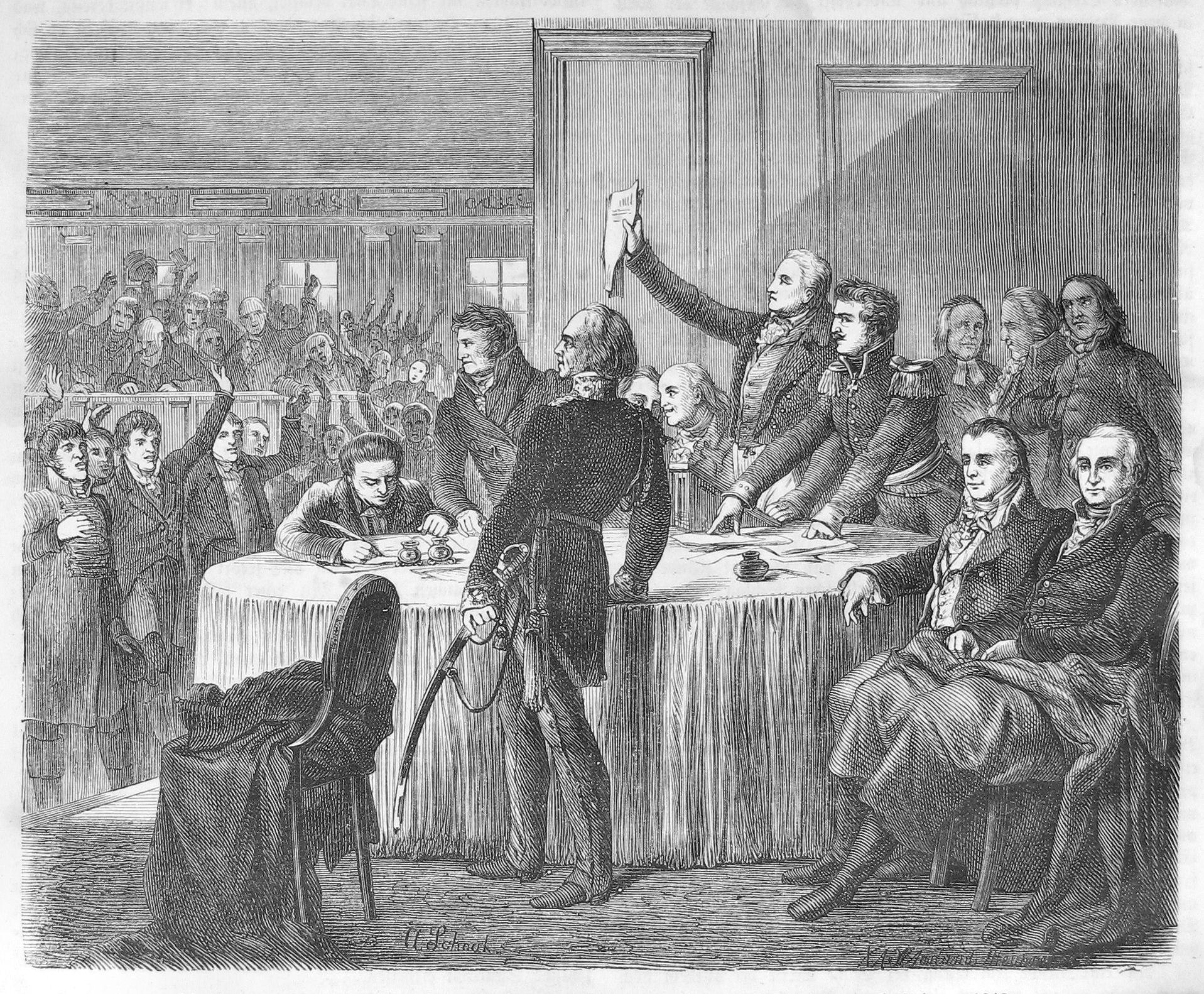
Учреждение сословным собранием Восточной Пруссии перед началом освободительной войны 1813 года (1863)

Начавшаяся в 1806 году континентальная блокада закрыла доступ к английскому рынку, что привело к падению цен на зерно в Германии. Положение земледельцев осложнялось вызванными войной разрушениями и налогами. Больше всего пострадала Восточная Пруссия: в 1807 году она была основным театром боевых действий, в 1812 году здесь проходил маршрут армии Наполеона во время похода на Москву. Другие провинции государства Гогенцоллернов также испытали на себе тяжесть контрибуции и реквизиции тягловых животных, фуража и рабочей силы. Стоимость активов, изъятых Францией за два года после сражения при Йене, в 16 раз превышала довоенные годовые доходы прусского правительства.
С падением ренты многие помещики оказались неспособны обслуживать свои кредиты. В мае 1807 года был введён мораторий на взыскание долгов землевладельцев, остававшийся в силе до 1815 года. Помещики не имели средств для восстановления зависимых хозяйств, и многие из них пришли в запустение. С отменой крепостного права в Варшавском герцогстве прусские власти стали опасаться массового исхода крестьян.
В свете поражения при Йене усилилась буржуазная критика знати. Автор многократно издававшегося анонимного памфлета писал: «Фридрих Вильгельм III уважал дворянство, потому что видел в нём защитника своего государства. Теперь он узнал, чего стоят эти трусливые, вероломные генералы, эти лживые, эгоистичные государственные деятели. …он уничтожит потомственное дворянство, этот бич подданных, чуму государства, злокачественнейший, всё разрастающийся нарост на теле общества, позор человечества».

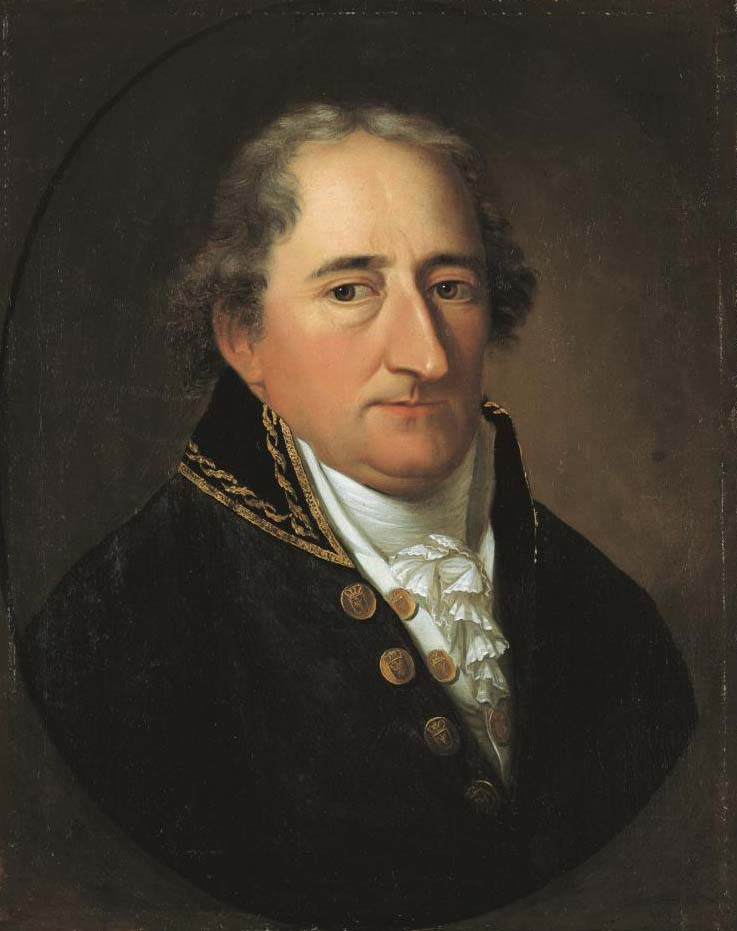
Барон Генрих Фридрих Карл фом унд цум Штейн, один из инициаторов прусских реформ

После Тильзитского мира группа прогрессивных бюрократов инициировала проведение в королевстве ряда либеральных реформ. Карл фом Штейн писал в Нассауском меморандуме: «На смену бюрократии не должна прийти жалкая и слабая власть горстки землевладельцев: все значимые собственники любого рода должны принимать участие в управлении провинциальными делами, будучи связанными с государством равными обязанностями и полномочиями». Он считал, что «в Пруссии знать обременяет нацию из-за своей многочисленности, присущей ей бедности и требований… всевозможных привилегий. Эта бедность также влечёт за собой недостаток образования…» По замыслу Штейна, в положении дворян следовало оставить только богатейшие семьи, чьи представители могли бы участвовать в управлении государством, занимая места в верхней палате парламента.
Эдикт 9 октября 1807 года упразднил личную зависимость крестьян и снял сословные ограничения на обладание землёй и род занятий. Согласно принятому в 1810 году уставу о домашних слугах (Gesindeordnung) отношения с ними становились предметом свободного договора. Вместе с тем им запрещалось покидать поместье без разрешения хозяина, который сохранял право применять телесные наказания. Этот устав оставался в силе до 1918 года, не претерпев больших изменений.

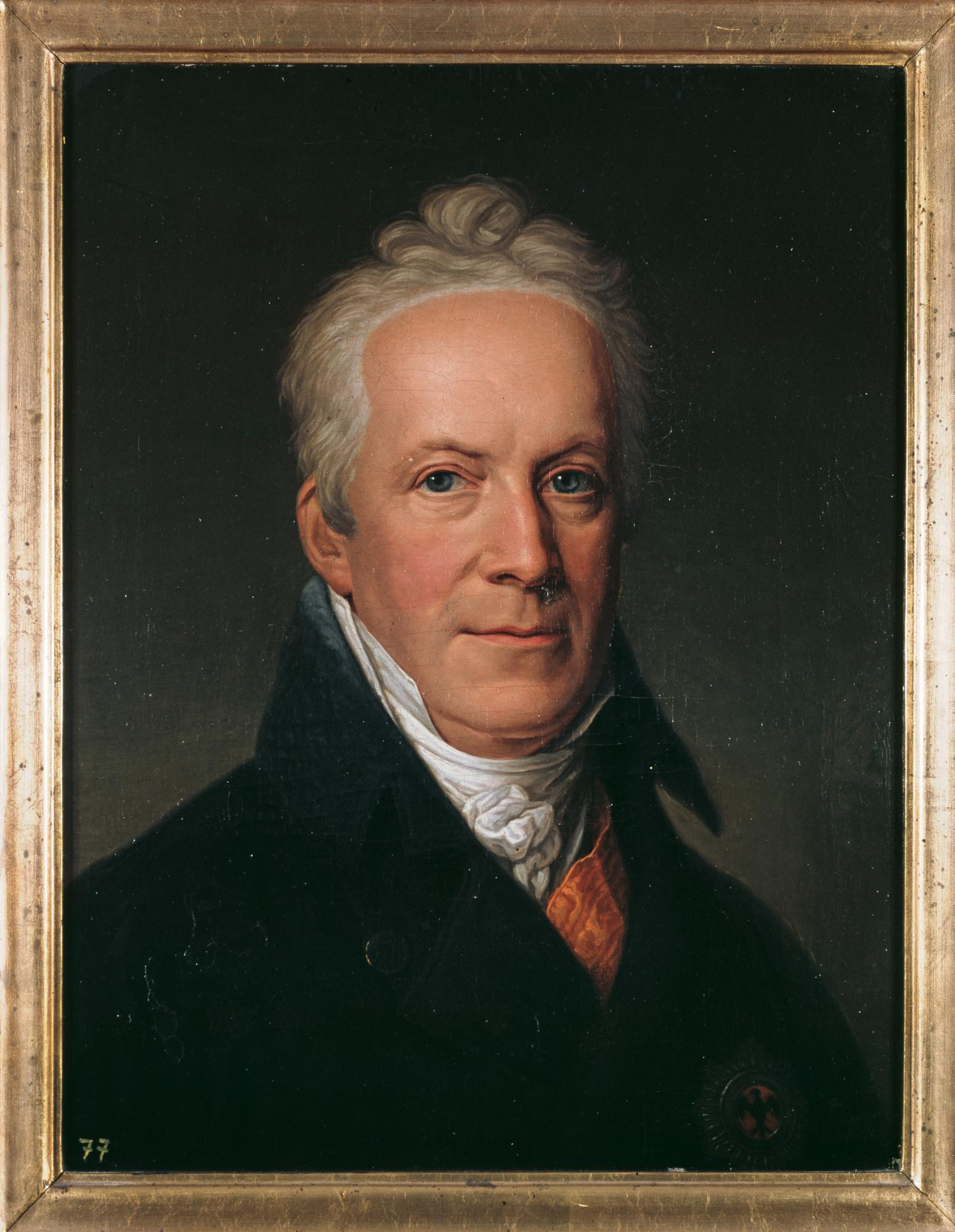
Карл Август фон Харденберг, государственный канцлер Пруссии (1810—1822)

Пруссия не справлялась с выплатой контрибуции, и 27 октября 1810 года канцлер Карл Август фон Харденберг подписал эдикт о государственных финансах, вводивший единый для всех собственников поземельный налог и отменявший мельничную и алкогольную монополию дворян в их владениях. Этот указ вызвал множество протестов, в связи с чем Харденберг объявил о созыве собрания из назначенных государством представителей регионов (нем. Landesdeputierten-Versammlung) с целью «устранить недопонимания и позволить собравшимся по возвращении в провинции благотворно повлиять на настроения и добиться доверия и повиновения». Провинциальные элиты отправили в Берлин делегатов с требованием включить их в состав этого органа. Дворяне Бранденбурга настаивали на созыве ландтагов, в то время как в обращении сословного комитета Восточной Пруссии говорилось о необходимости создания национального представительного органа. Харденберг был вынужден пойти на уступки, отменив акцизы на зерно и восстановив алкогольную монополию дворян на территории поместий. Знати были возвращены налоговые привилегии, отмена которых состоялась только в 1861 году.
Партикуляристски настроенная знать противилась националистическим устремлениям Харденберга. В ответ на его первое выступление перед собранием Марвиц писал, что «пруссакам… не суждено стать однородной нацией… поскольку провинции их государства имеют больше общего с иностранными провинциями, чем друг с другом: Бранденбург — с Саксонией, Силезия — с немецкой Богемией и Моравией, Пруссия— с Курляндией и Литвой. Слить их воедино — значит лишить их самобытности и превратить живой организм в мёртвую массу». В «Окончательном представлении», поданном королю 9 мая 1811 года, Марвиц утверждал, что с отменой дворянских привилегий «основы государства — святость договора и королевского слова… были уничтожены росчерком пера с тем, чтобы привнести в страну произвол и упадок чуждых устоев и подвергнуть её революции», а снятие ограничений на продажу поместий приведёт к тому, что большинство из них окажется в руках у евреев. Он опасался, что реформы подорвут основы социальных отношений, заменив рыночными механизмами патриархальный уклад, связывающий людей взаимными правами и обязательствами. Чтобы сохранить дворянство, Марвиц предлагал сделать поместья неотчуждаемыми, а службу в армии — обязательной для всей знати.
Эдикт 1811 года определил процедуру выкупа крестьянами своих наделов и повинностей, предполагавшую уступку от трети до половины земельного участка либо выплату денежной компенсации. Согласно Христиану Шарнвеберу, сыгравшему ключевую роль в разработке эдикта, он был направлен на то, чтобы «обеспечить знати возможность постепенно расплатиться с долгами, существенно увеличить ценность и доходность имений… и позволить ей занять достойное и продуктивное положение в отношении государства и других сословий». В своих возражениях дворяне прибегали к тем же аргументам, что и в отношении предыдущих указов, связанных с аграрной реформой: с их точки зрения, государство нарушало права землевладельцев, распоряжаясь их собственностью, и лишало их рабочей силы, необходимой для возделывания имений, в то время как тяготы войны и отсталость крестьянства обрекают реформу на провал.
По мнению Шарнвебера, в проведении реформ правительство могло рассчитывать на содействие лишь трети ландратов. Разработанный им эдикт о жандармерии разделял территорию Пруссии на 164 района, главы которых назначались из Берлина. Они наделялись исполнительной властью в районе и руководили местной жандармерией. Полномочия вотчинных судов также переходили к районным судам. Эдикт был принят 30 июля 1812 года без обсуждения с созванным в апреле временным национальным собранием (нем. interimistische Landesrepräsentation), вызвав протесты представителей дворянства. В марте 1814 года Фридрих Вильгельм III бессрочно приостановил действие эдикта, и впоследствии полномочия ландратов были восстановлены.

## Домартовский период

### Аграрный кризис
Сельское хозяйство Заэльбья пострадало от протекционистских мер, введённых в странах Западной Европы после войны. В 1817—1823 годы цены на зерно в Пруссии упали вдвое. В 1830 году регирунгспрезидент Оппельна Теодор Готлиб фон Хиппель писал, что на его памяти более тяжёлой ситуация была только в 1812 году. Переход от производства зерновых культур к выращиванию корнеплодов и животноводству требовал рабочей силы и денежных затрат. Развитие сельского хозяйства осложнялось состоянием инфраструктуры: во многих регионах королевства дороги были непроходимыми на протяжении месяцев.
Приморские регионы, наиболее зависимые от внешней торговли, пострадали сильнее всего. Экспорт пшеницы и ржи из портов Данцига и Эльбинга в 1821—1825 годы снизился в 7,5 раз по сравнению с началом века. В дополнение к этому в 1819 году в Восточной Пруссии началась череда плохих урожаев. Местный сословный комитет просил правительство приостановить проведение аграрной реформы: крестьяне не имели капитала для выкупа земли, равно как и помещики для её культивирования и найма работников. Министерство внутренних дел предписало кёнигсберской комиссии снизить темпы работы, но не объявлять об этом публично, чтобы избежать крестьянских волнений.
Вместе с ценами на зерно снизилась и стоимость земли. Дворянские имения продолжали нести долговое бремя времён спекуляционного бума: закредитованность поместий Курмарка на 1827 год оценивается в 78 процентов от их стоимости. Средства, выделяемые государством на послевоенное восстановление, зачастую шли на погашение долгов.
В 1824 году Генрих Теодор фон Шён, назначенный обер-президентом провинции Пруссия, запрашивал у правительства 3,5 миллиона талеров для поддержки землевладельцев: «Смысл помощи в меньшей степени экономический чем политический: нужно по возможности сохранить старые помещичьи рода». Несмотря на принятые меры, около 40 процентов заложенных имений Восточной Пруссии обанкротились в течение следующего десятилетия.
Ландраты предлагали облегчить налоговое бремя для беднейших крестьян, которые были вынуждены продавать землю по заниженной цене. Землевладельцы не поддерживали предложение Шёна о погашении налоговых задолженностей за счёт труда на общественных работах, поскольку это отвлекло бы крестьян от возделывания земли.

### Крестьянская реформа
После Венского конгресса условия аграрной реформы были радикально пересмотрены. Согласно принятой в 1816 году декларации, в собственность крестьян могли переходить только крупные наделы, обрабатываемые при помощи тяглового скота. Земледельцы, предоставлявшие хозяевам только ручной труд, должны были и дальше исполнять свои повинности. Раздел собственности больше не был обязательным: стороны могли прийти к соглашению между собой либо обратиться за решением в государственную комиссию. Постановление 1821 года определило условия освобождения от повинностей чиншевиков.
Комиссары, как правило, были приверженцами рационального сельского хозяйства, пропагандируемого Альбрехтом Тэером, и выступали за укрупнение землевладений. Хозяева принимали представителей комиссий в своих усадьбах и, как писал Вильгельм Вольф, «поскольку господа не жалели шампанского, когда этим можно было чего-то добиться, помещичьи хлопоты обычно приносили свои плоды». Людвиг Якоби, изучавший документы первых десятилетий крестьянской реформы, был «поражён тем, сколько некомпетентных людей… отвечало за трактовку и исполнение важнейших законов последнего времени. …хозяйственные комиссары в большинстве случаев не имели никакого представления о своей судебной роли…». Несмотря на то, что подача апелляций на решения комиссий была дорогостоящей, большинство из них исходило от крестьян.
В результате реформ большинство крестьян стали лично свободными, но не получили имущественных прав и лишились доступа к альмендам. Они продолжали нести большую часть прежних повинностей, в то время как помещики больше не были обязаны предоставлять им своё покровительство. Крестьяне больше не обеспечивались жильём, пищей, дровами и переходили в положение батраков, чьё денежное вознаграждение стабильно снижалось на протяжении 1830-х годов. Переход от феодального способа производства к капиталистическому сопровождался беспрецедентным ростом нищеты.
Попытки принять новое общинное законодательство (Gemeindeordnung) в домартовский период ни к чему не привели. Им активно противодействовал зять Марвица Густав фон Рохов, ставший министром внутренних дел Пруссии в 1834 году.

### Конституционный вопрос

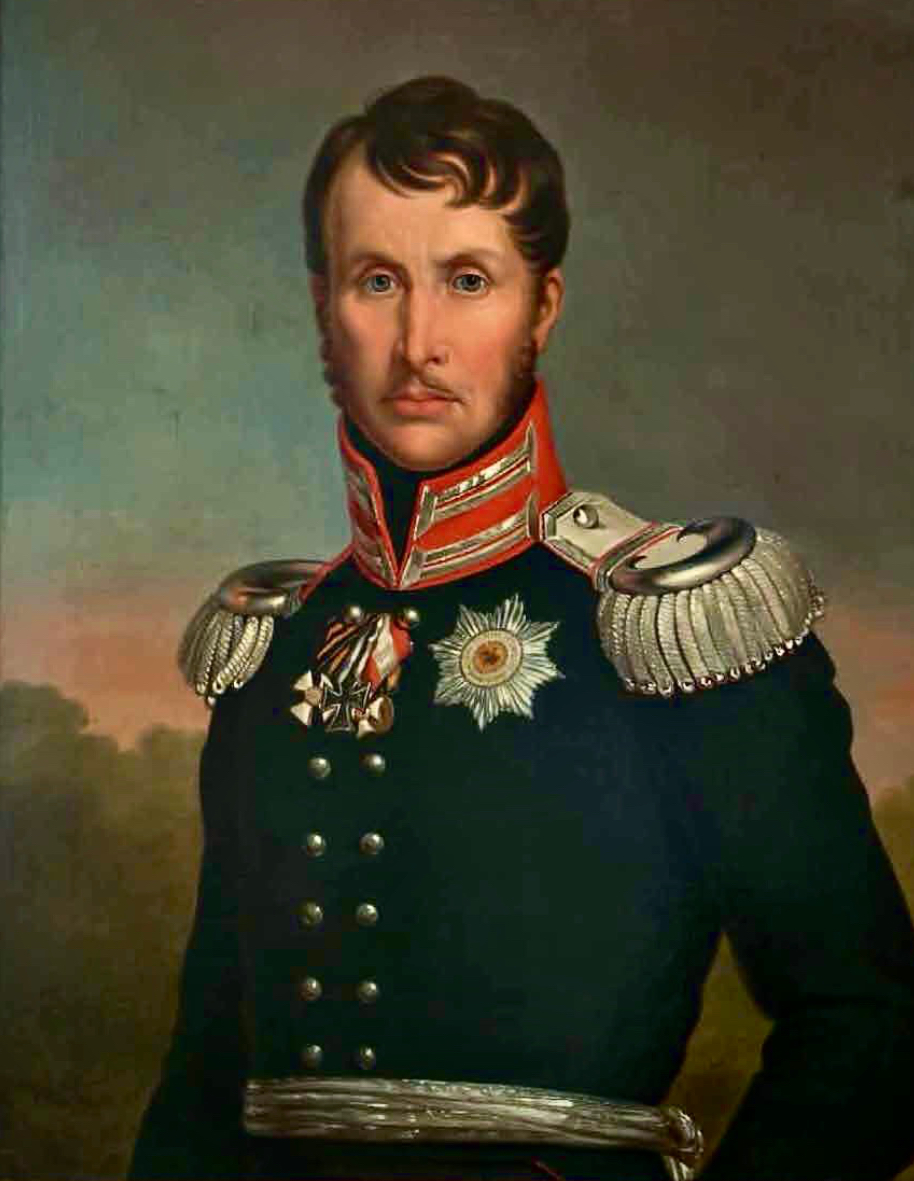
Фридрих Вильгельм III, король Пруссии (1797—1840)

22 мая 1815 года Фридрих Вильгельм III принял эдикт, согласно которому в Пруссии должен быть учреждён представительный орган и принята конституция. Соответствующая комиссия должна была быть созвана в сентябре, но Харденберг откладывал решение конституционного вопроса, полагая, что этому должно предшествовать завершение административных и социальных преобразований. Будучи сторонником абсолютистской централизации, он хотел, чтобы представительные органы выполняли только консультативную функцию.

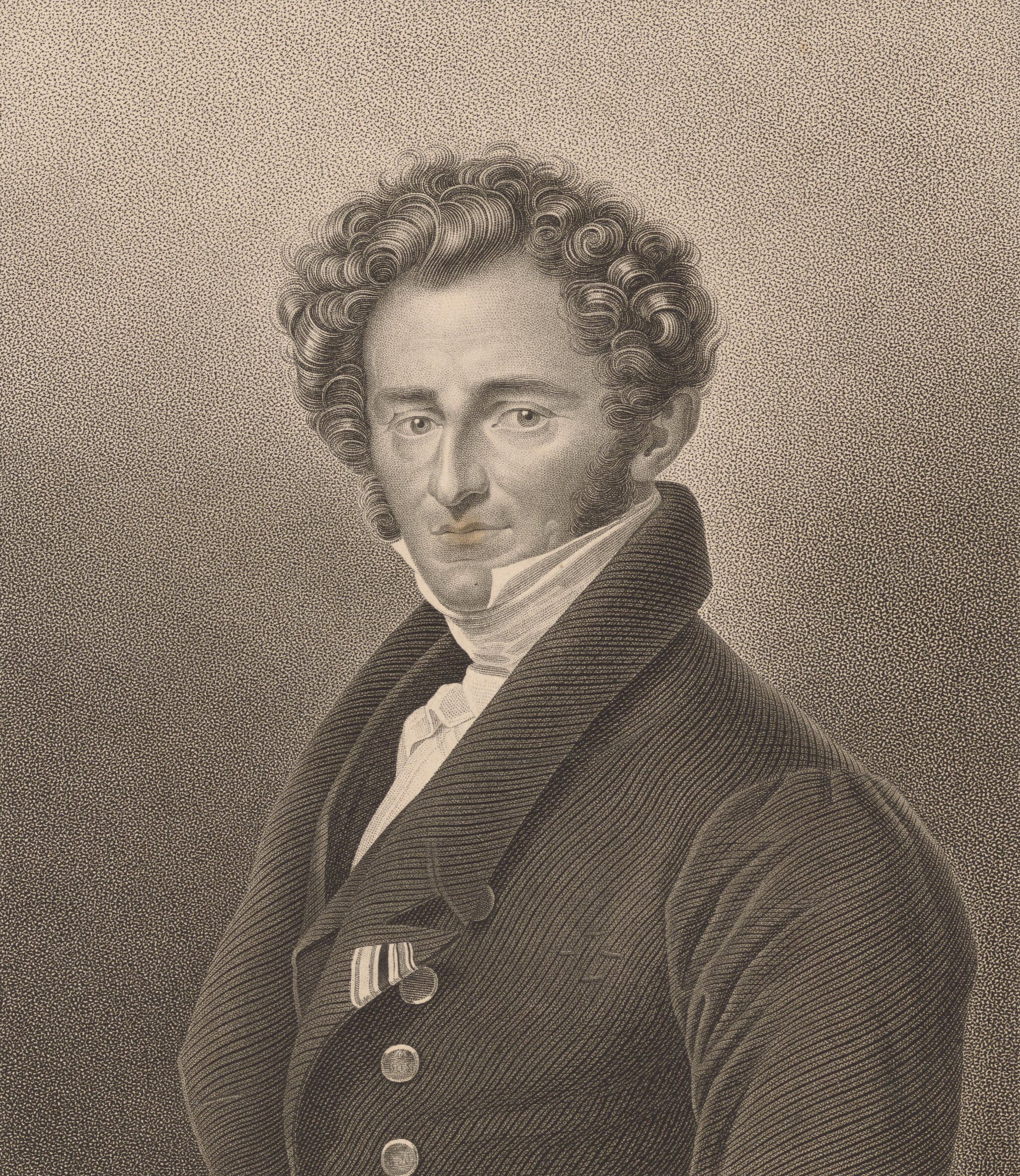
Густав Адольф Рохус фон Рохов, министр внутренних дел (1834—1842), председатель (1844—1847)

Конституционная комиссия была создана только в 1817 году. По настоянию короля вместо созыва представителей населения в Берлине было решено отправить в регионы трёх комиссаров для сбора мнений о предпочтительной форме национальной репрезентации. Подавляющее большинство выбранных ими респондентов были дворянами-землевладельцами; крестьян среди них было крайне мало. Жители Вестфалии и Рейнской области высказывались за учреждение национального представительного органа, в то время как в Заэльбье поддержкой пользовалось только создание провинциальных представительств. Из 128 опрошенных Вильгельмом фон Клевицем человек единственным помещиком, выступавшим против такого варианта, был граф Петер фон Иценплиц. Он высказывался в пользу создания конституционной монархии с двухпалатным парламентом по английскому образцу. Лидер местного консервативного дворянства Густав фон Рохов считал, что Иценплиц рассуждает как «бюргерский предприниматель». Сам он предлагал отложить создание национального представительного органа на 20 лет. Заэльбские дворяне также преимущественно высказывались в пользу ограничения представительства крестьян.
Дворяне пытались воспользоваться конституционным вопросом для восстановления утраченного ими статуса. От имени 71 помещика Верхней Силезии королю была подана петиция с просьбой утвердить в новой конституции их прежние права. В обращении бранденбургских дворян, возглавляемых Роховым, говорилось о необходимости закрепить порядок, установленный при созыве ландтага в 1653 году. Вместе с этим они также подали правительству петицию о запрете продажи поместий крестьянским общинам.
К 1820-м годам в немецком политическом дискурсе закрепляется концепция монархического принципа. Этому в значительной степени поспособствовал меморандум Фридриха фон Генца «О различии между сословной и представительской конституциями», представленный им на Карлсбадской конференции. В нём говорилось об опасности представительских конституций, основанных на «вздорном понятии высшего суверенитета народа», и потребности монархической формы правления в сохранении сословного уклада.

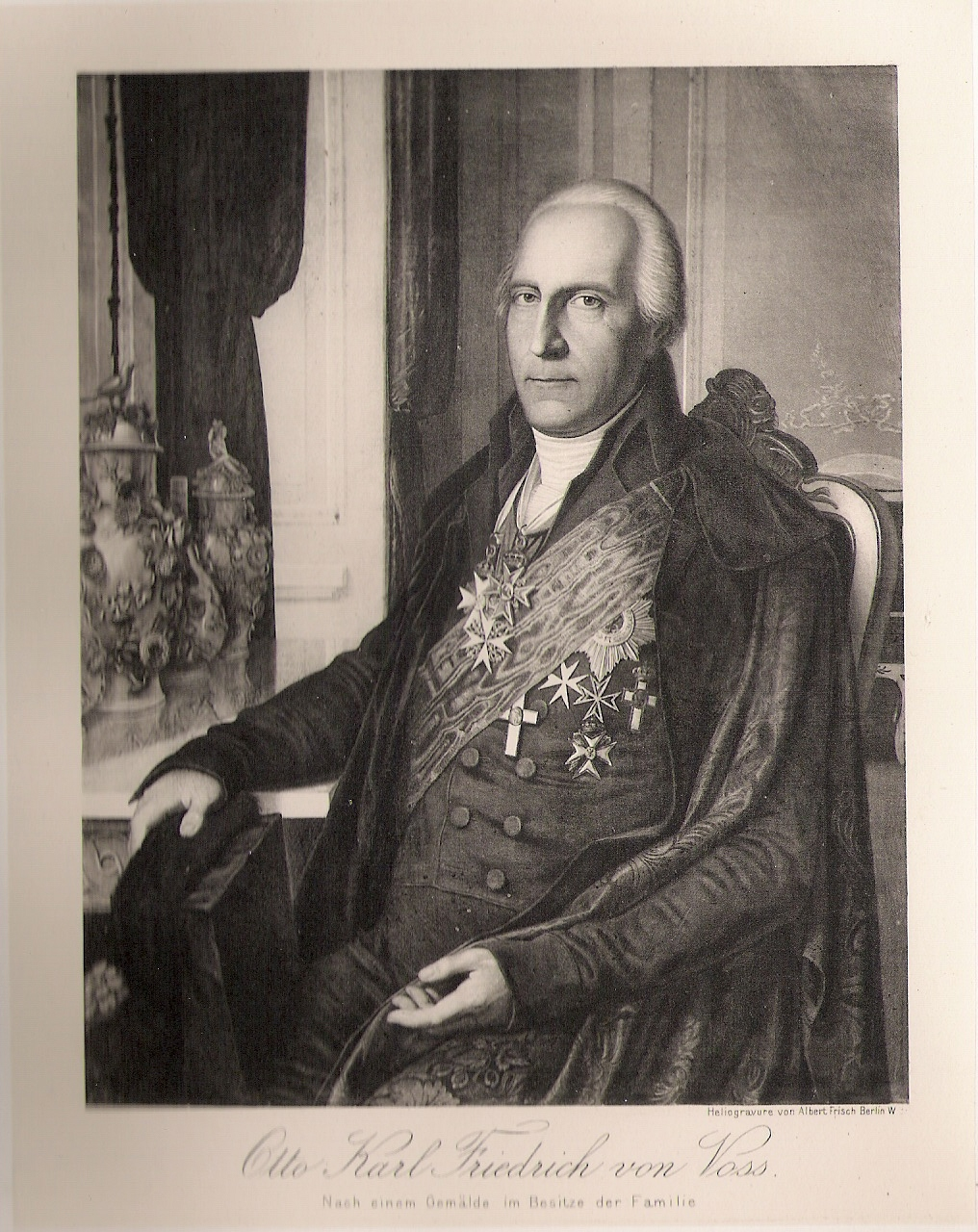
Отто фон Фос, президент (1822—1823)

Перед Троппауским конгрессом Фридрих Вильгельм III попросил изложить своё мнение о конституционном вопросе Отто фон Фоса, курмаркского дворянина, чьё несогласие с реформами привело к его исключению из правительства в 1809 году. Согласно инициировавшему этот запрос обер-гофмейстеру Фридриху фон Шильдену, король был против восстановления прежнего сословного строя. Вместе с тем он также видел опасность в создании общенационального представительного органа и склонялся к учреждению провинциальных собраний с консультативными функциями. Существующие позиции по конституционному вопросу виделись ему слишком радикальными; среди немногих исключений он называл Меттерниха. В своём послании королю Фос выступал с резкой критикой конституционного правления. Он предупреждал, что представительный орган станет неподконтрольным монарху и принудит его «против своей воли к революционным мерам».

### Ландтаги
В 1821 году Фридрих Вильгельм III поручил организацию провинциальных собраний новой комиссии, в которой преобладали консервативные противники Харденберга, сторонника равного представительства сословий в новых органах. Они стремились освободить ландтаги от влияния бюрократического аппарата, представлявшегося им слишком либеральным. В заключении комиссии говорилось о том, что «сохранение дворянства тесно связано с сохранением монархии». Оно призывало к возвращению сословных ограничений на обладание землёй, но король ответил на это предложение отказом. В 1823 году Фридрих Вильгельм III подписал указ об учреждении провинциальных собраний с консультативными функциями. Половина мест в них была закреплена за представителями знати.
Ландтаги обращались к правительству с просьбами о введении мер, направленных на поддержание стоимости зерна и ценности закладных листов. Они требовали ограничить евреям возможность обладать землёй, а также обязать их нести военную службу и обучать детей в христианских школах. Ландтаги рекомендовали вернуть помещикам власть над домашними слугами в отношении вступления в брак и телесных наказаний.

### Власть в округах
Провинциальным собраниям было поручено выработать рекомендации по устройству крейстагов. По предложению бранденбургской знати места в них должны были занимать все местные помещики, а также представители городов с населением свыше 2000 человек. От крестьянского сословия рекомендовалось избирать одного представителя. Силезский ландтаг также предлагал ограничить крестьянам провинции свободу передвижения. Большинство требований знати было удовлетворено, и изданные в 1825—1828 годы правительственные указы об устройстве крейстагов оставались в силе до конца века. В 1857 году Рудольф фон Гнейст приводил в пример округ, где помещикам принадлежало 163 места в крейстаге, в то время как город с населением более 10 тысяч человек и 62 тысячи крестьян имели одного и трёх представителей соответственно: «Такое сословное представительство было невозможным даже в Средневековье».
Исполнительной властью в округе наделялся ландрат, назначаемый королём по предложению крейстага. Ганс фон Клейст-Рецов, ландрат округа Бельгард, писал: «…власть, которой обладает ландрат, зачастую пугает меня… Когда детям рассказывают, что папе нельзя жениться, они спрашивают: „ему запретил ландрат?“» Историк Альф Людтке обращает внимание на случай, произошедший в 1844 году в округе Нойштадт, когда трое подозреваемых в воровстве подверглись пыткам со стороны полиции и местного ландрата Карла фон Виттенбурга. Мать одного из пострадавших обратилась в суд, несмотря на то, что, по свидетельству Фридриха фон Дидерихса, в подобных случаях они «предпочитали молча стерпеть несправедливость, дабы не навлечь дальнейших нежелательных последствий». По мнению властей района Оппельн, дела, связанные с деятельностью ландратов, не должны были рассматриваться судами, поскольку угроза уголовного преследования будет препятствовать исполнению ими полномочий. Асессор Фридрих Эйленбург рекомендовал ограничиться строгим предупреждением. Суд приговорил ландрата к штрафу размером в десятую часть его годового жалования. Министр внутренних дел Эрнст фон Бодельшвинг констатировал, что честь Виттенбурга осталась незапятнанной, и выразил пожелание, чтобы тот отозвал своё прошение об отставке.

### Стирание границ между сословиями
Если в Прусском земском уложении принадлежность к сословию определялась происхождением, то в указе 1823 года об учреждении провинциальных собраний критерием становилось обладание землёй. Простолюдины-землевладельцы получали фамильные гербы и присутствовали в ландтагах как представители первого сословия, к нетитулованным служащим применялось обращение «высокоблагородие» (Hochwohlgeboren), в то время как оставившие традиционные занятия дворяне продолжали пользоваться своими титулами. В 1826 году кёнигсбергский юстицкомиссар Вильгельм Тортилович фон Батоцкий в своём письме Александру цу Дона приводил в качестве примера падения нравов прочитанное им объявление о выступлении супруги дворянина Грабовского, танцующей па-де-де на канатах в тирольском костюме. Батоцкий сетовал: «Возможно, у нас начнут появляться знатные батраки и служанки, если различия между дворянством и другими сословиями не исчезнут ещё раньше, и дворянское сословие перестанет существовать». Он совместно с Людвигом Казимиром фон Ауэром предлагал проект по созданию «дворянской цепи» (Adelskette) — организации, нацеленной на сохранение традиционного положения знати в обществе и препятствующей её смешению с другими сословиями. Они полагали, что главной миссией дворянства должна быть защита монарха и борьба с «властью денег». Граф цу Дона негативно отреагировал на это предложение. Он видел в нём попытку «превратить наше дворянство в янычар», зависимую от правителя «изолированную касту».
Карл фон Мюффлинг предлагал усилить ограничения на браки с простолюдинами и создать суды чести, которые могли бы лишать дворян титула за недостойное поведение. Председатель государственного совета Пруссии Карл Фридрих Август Мекленбург-Стрелицкий видел главной проблемой дробление дворянских имений. Он предлагал сделать поместья неотчуждаемыми и неделимыми, а титулы безземельных дворян — ненаследуемыми. Вместе с тем он предлагал жаловать дворянство достойным землевладельцам-простолюдинам. Густав фон Рохов предлагал создать специализированные учебные заведения, где молодых дворян готовили бы к традиционным занятиям — управлению поместным хозяйством, а также гражданской и военной службе. Он также призывал вернуть запрет на занятие коммерцией для знати и не принимать простолюдинов в офицеры.

### Ривайвелизм
Домартовский период в Германии сопровождался распространением ривайвелизма — ортодоксального экуменического религиозного движения, характеризовавшегося неприятием рационалистического наследия эпохи Просвещения. Заэльбские дворяне сыграли значительную роль в зарождении новой формы пиетизма, противопоставлявшего себя лютеранской ортодоксии на рубеже XVII—XVIII веков. Впоследствии из этих кругов вышло множество значимых представителей прусского консерватизма.

Как и их предшественники, неопиетисты придавали особую значимость опыту личного духовного перерождения и доктрине всеобщего священства. Они отказывались от участия в службах официальной церкви в пользу конвентиклов — эгалитарных собраний мирян-единомышленников, где, по словам министра просвещения и духовных дел Карла Альтенштейна, поощрялось «абсолютное пренебрежение сложившимися общественными отношениями». К этому добавлялось стремление противостоять силам политического и теологического либерализма, воспринимавшимся лидерами неопиетистского движения в качестве инструментов Сатаны. Лютеровская доктрина двух царств помогала им примирить эгалитарную теологию с приверженностью жёсткой социальной иерархии. Помещики-пиетисты говорили об особой значимости патерналистских взаимоотношений с крестьянами: «Тем, кто относится к своему поместью как к источнику дохода… следовало бы продать его настоящему хозяину и приобрести плантацию в Северной Америке, где дамы ходят с плетью для рабов вместо веера».

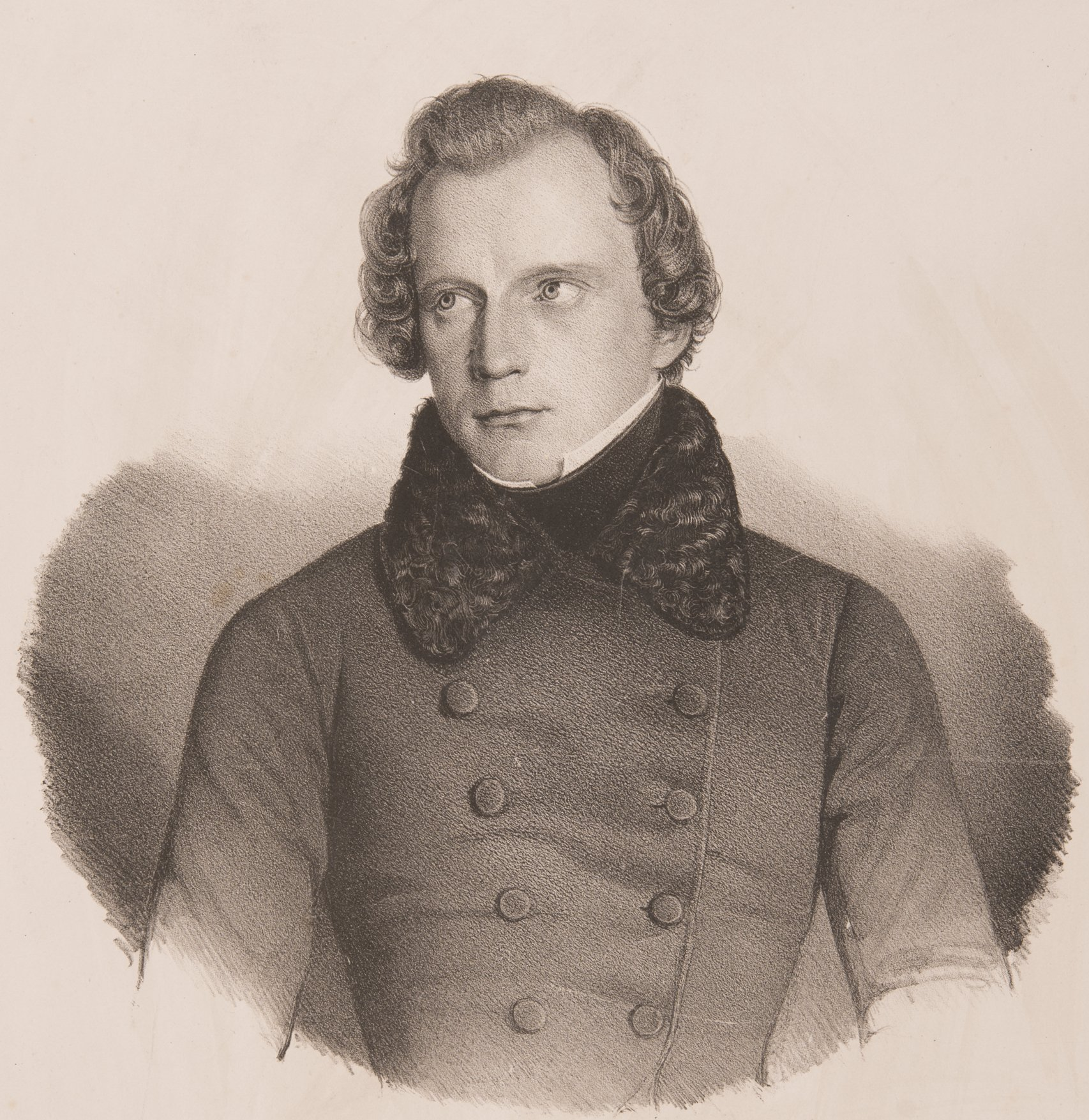
Карл Людвиг фон Халлер, влиятельный политический философ домартовского периода

Возникновение неопиетизма в Пруссии связано с деятельностью берлинского кружка «майских жуков» (нем. Maikäferei), состоявшего преимущественно из знатных землевладельцев. Они вдохновлялись политической философией Карла Людвига фон Халлера, в рамках которой идеализированный феодальный строй обосновывался установленным Богом неравенством между сильными и слабыми. В 1816 году члены кружка совершили поездку в Баварию, и знакомство с местным экуменическим течением внутри католической церкви оказало на них большое влияние. В Берлине пиетистские службы Юстуса Готфрида Хермеса и Йоханеса Йенике посещало большое число прихожан из высших сословий.
Участвовавший в собраниях «майских жуков» ветеран Наполеоновских войн Густав фон Белов обратился к вере, оставил армейскую службу и вернулся в своё поместье в Реддентине, став основоположником религиозного движения, распространившегося в Восточной Померании. Братья Беловы вступили в конфронтацию с официальной церковью, и в 1821 году проводившиеся на территории их поместий конвентиклы, привлекавшие сотни участников, были помещены под полицейский надзор. Сообщества беловских пиетистов сохранялись в Померании вплоть до 1930-х годов.

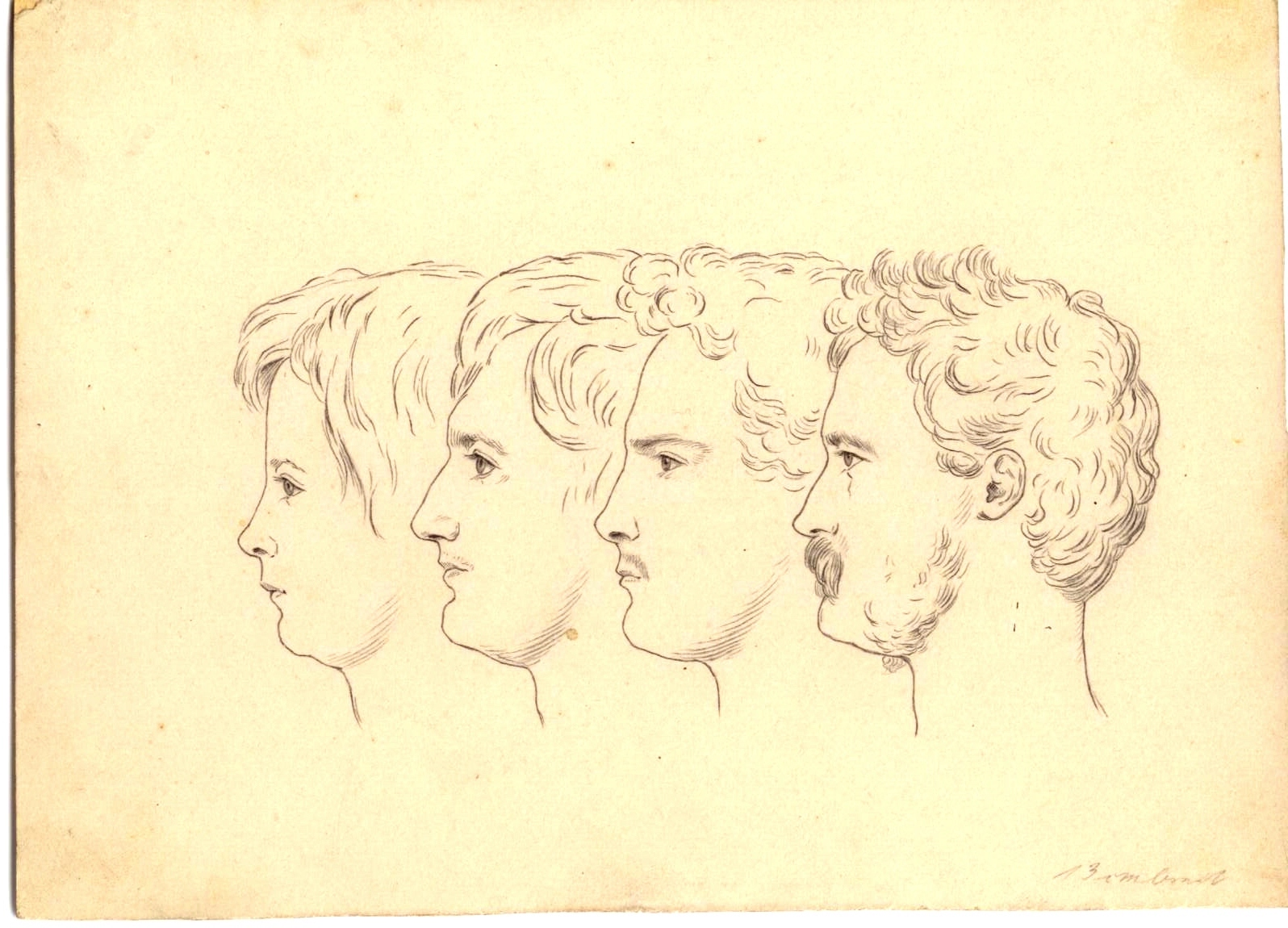
Братья, Эрнст Людвиг, Леопольд и Вильгельм фон Герлах, консервативные политические и религиозные деятели домартовского периода

Померанских неопиетистов связывали тесные семейные узы. Адольф фон Тадден-Триглаф, Эрнст Зенфт фон Пилзах и Эрнст Людвиг фон Герлах приходились друг другу свояками. Племянник второй жены Герлаха Мориц фон Бланкенбург, также ставший влиятельным консервативным политиком, был женат на дочери Тадден-Триглафа Марии. Её ранняя смерть глубоко потрясла молодого Отто фон Бисмарка и подтолкнула его к религиозности. Вскоре он женился на близкой подруге Марии Иоганне фон Путткамер, чьи родители присоединились к неопиетистскому движению под влиянием своего зятя Густава фон Белова. Неопиетистские теологи также вступали в брачные союзы с представительницами религиозных дворянских родов.
В 1810—1820-е годы в Берлине возникло множество обществ, связанных с миссионерством, переводом Библии, распространением религиозной литературы и благотворительностью. Многие знатные участники ривайвелистского движения были вовлечены в их работу. Эти общества в основном состояли из простолюдинов, в то время как аристократы занимались руководством и взаимоотношениями с властями. Представители официальной церкви опасались, что эти организации способствуют сепаратизму. Консистория Бранденбурга оспаривала перед светскими властями деятельность Общества распространения христианства среди евреев, но его глава, генерал-адъютант Йоб фон Вицлебен, получил от короля личные заверения о своей поддержке.

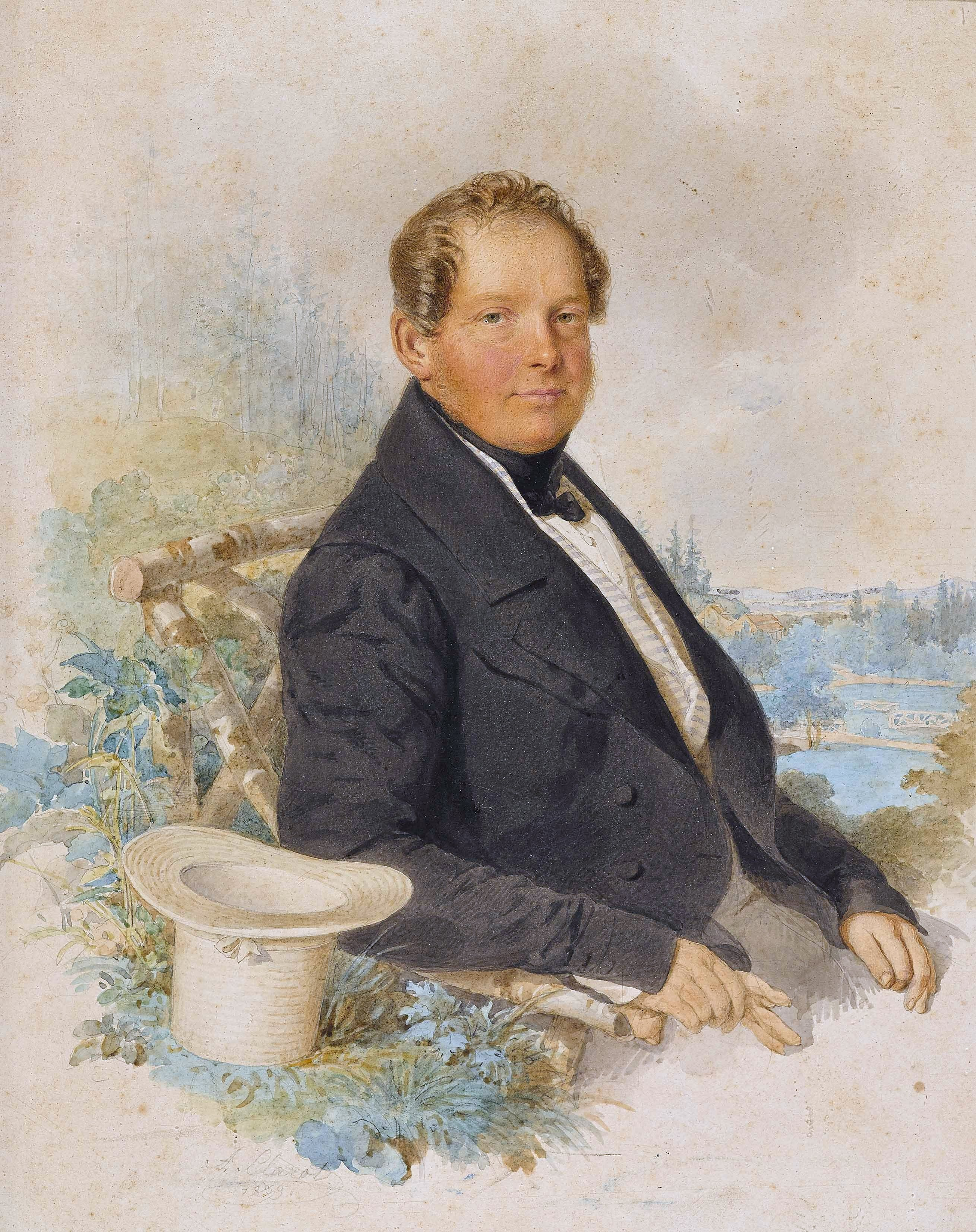
Кронпринц Пруссии Фридрих Вильгельм

В 1830-е годы, на фоне противостояния старолютеран с властями, религиозные общества стали подвергаться более строгому контролю, некоторые из них были закрыты. Ривайвелистские элиты негативно восприняли объединение лютеранских и кальвинистских церквей в 1817 году, но враждебное отношение к либерализму и Июльской революции во Франции подтолкнуло их к тому, чтобы встать на сторону государства в конфликте с сепаратистами. В публикациях «Евангелической церковной газеты» (нем. Evangelische Kirchen-Zeitung) старолютеране обвинялись в потакании революционному движению, а либеральные теологи — в раздувании конфликта между пиетистами и официальной церковью. Cимпатизирующий пиетистам кронпринц Фридрих Вильгельм поспособствовал тому, чтобы смягчить политику светских властей по отношению к конвентиклам, не проявляющим сепаратистских тенденций.

### Консервативная политическая пресса
Профессора-рационалисты университета Галле, которым была посвящена скандальная статья Эрнста Людвига фон Герлаха, требовали применения дисциплинарных мер к её автору, который занимал должность председателя местного ландгерихта. В ответ на упрёк главного редактора «Евангелической церковной газеты» в излишней политизации издания он писал, что «ложному политическому направлению дьявола может противостоять лишь истинное, которое было у апостолов». В 1831 году при участии Герлахов начал выпускаться «Берлинский политический еженедельник» (нем. Berliner politisches Wochenblatt), в рамках которого Халлер и его протестантские последователи сотрудничали с католиками, разделявшими консервативные идеи Жозефа де Местра. Они сходились в том, что власть и права проистекают от Бога, и пренебрежение этим фактом проявляется в либерализме и революции. Сохранение сословной иерархии имело первостепенное значение в противостоянии этой угрозе.
Газета высказывалась в пользу сохранения дворянских имений, вотчинных судов и сословных органов, отвечающих только перед монархом и свободных от влияния общества и капитала. Она критиковала абсолютизм, при котором на смену традиционным взаимоотношениям приходит публичное право, что неизбежно ведёт к революции. Авторы видели проявления абсолютизма в либеральном конституционализме Июльской монархии, где новые элиты не были связаны с низшими сословиями патерналистскими узами, и те заражались идеями о либеральных преобразованиях. К концу 1830-х годов газета всё больше критиковала капитализм: «низшие классы втягивают в столь унизительное крепостничество и рабство, какого ещё не было на свете». Её авторы предлагали, чтобы работодатели вступали с работниками в такие же отношения, какие существовали между помещиками и крестьянами, получая соответствующие права и обязанности.

### Начало правления Фридриха Вильгельма IV

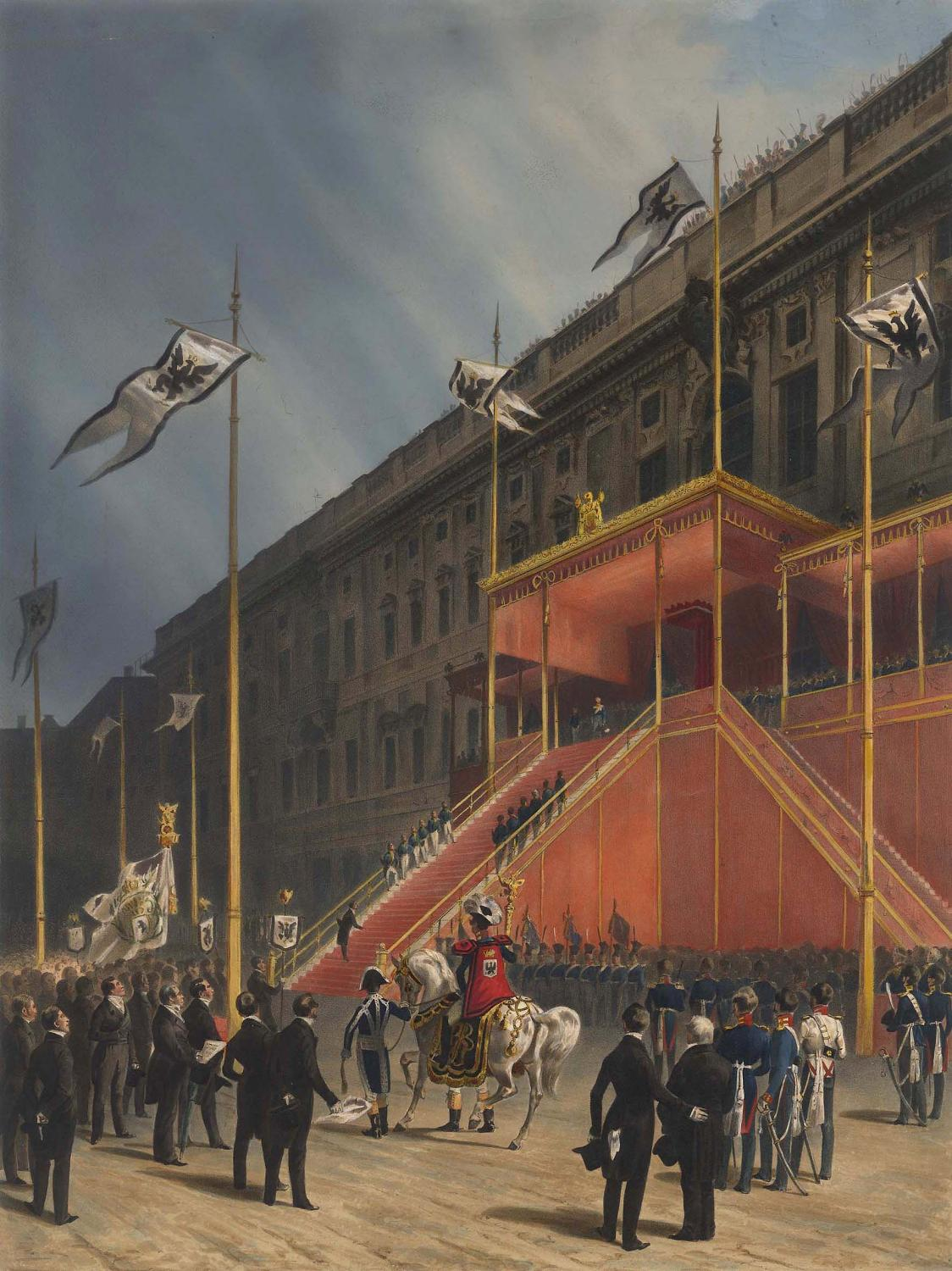
Присяга прусских сословий Фридриху Вильгельму IV 15 октября 1840 года у Берлинского дворца

Фридрих Вильгельм IV вдохновлялся идеями Халлера: по словам Александра фон Гумбольдта, король стремился «построить маленькое Средневековье». Вскоре после воцарения Фридрих Вильгельм IV распорядился, чтобы потомки дворян удостаивались титулов только в том случае, если они сохраняли за собой всё имение. Карл Август Фарнхаген недоумевал: «Похоже, что он хочет устроить дворянство на английский манер. Без парламента — зачем? Будет ли новое творение успешным? Это представляется весьма сомнительным. Но что король способствует уничтожению старого дворянства, так это уж точно!» После негативного заключения государственного министерства король в 1841 году поручил специальной комиссии разработку законодательства по реорганизации дворянства. Он хотел пополнить высшее сословие «новыми силами из высшей буржуазии» и создать подобие «джентри в английском смысле». В отсутствие имения дворянство следовало жаловать только при наличии «больши́х заслуг перед отечеством» или «европейской репутации». Предложенный комиссией в 1846 году законопроект не получил одобрения коронного совета, и в следующем году работа над реформой дворянства застопорилась.

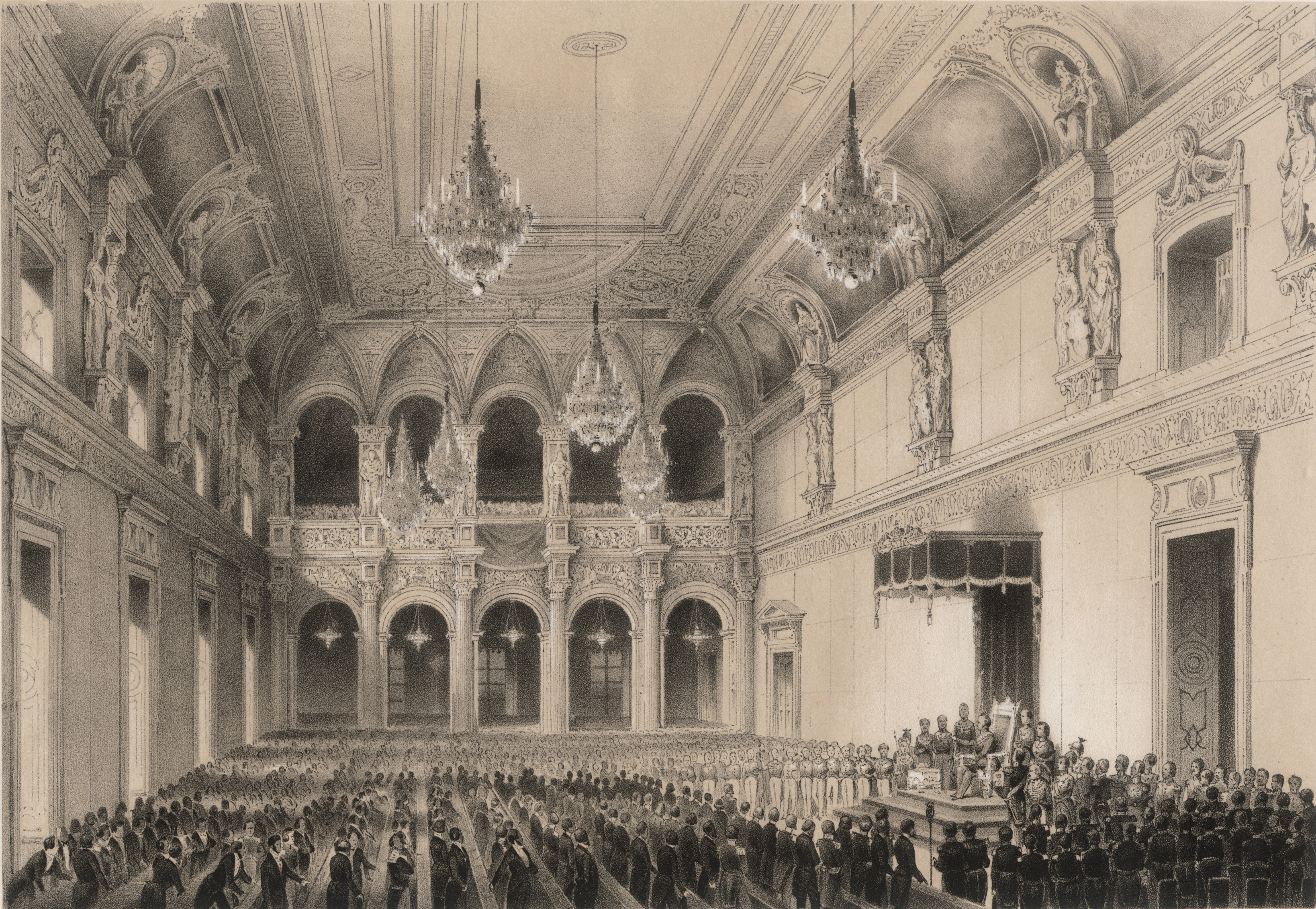
Открытие первого Объединённого ландтага в Белом зале Берлинского дворца 11 апреля 1847 года

В 1847 году Фридрих Вильгельм IV объявил о созыве Объединённого ландтага из членов провинциальных собраний. В своей тронной речи он заявил: «никакая сила на земле никогда не сможет убедить меня превратить естественные… отношения между государем и народом в конвенциональные, конституционные; я никогда не позволю письменному документу вторгнуться между нашим Господом Богом на небесах и этой страной». Король призвал участников воздержаться от «неутолимой жажды новаторства» и выразил уверенность, что они не намерены «играть роль так называемых народных представителей». Согласно Фарнхагену, треть делегатов были готовы сразу же покинуть собрание.
Дворянам Восточной Пруссии и Силезии, выступавшим за учреждение полноценного парламента, противостояли помещики Бранденбурга и Померании, разделявшие отношение короля к конституции. Ландтаг счёл себя не в праве пользоваться полномочиями, возложенными законом 1820 года на национальное собрание, и отказался одобрять заём на строительство восточной железной дороги. Либеральные дворяне Восточной Пруссии гордились тем, что они поставили принципы выше личной выгоды. Молодой делегат Отто фон Бисмарк охарактеризовал это решение как вымогательство.
Курия высшего дворянства рассматривала петицию о реформе вотчинных судов. Министр юстиции Александр фон Уден отмечал, что в ведении окружных юстицратов находятся сотни вотчинных судов, и они не могут осуществлять над ними полноценный надзор. Отто цу Линар выступал против реформирования системы вотчинных судей — «друзей, наставников, советников» своих подопечных, заботящихся об их «материальном и моральном благополучии». За упразднение вотчинных судов высказывалось только двое членов курии: Конрад Адольф фон Дирн и Людвиг Йорк. Петиция была принята без обсуждения с представителями сословной курии. Упразднение вотчинных судов произошло уже после революции.

## Мартовская революция

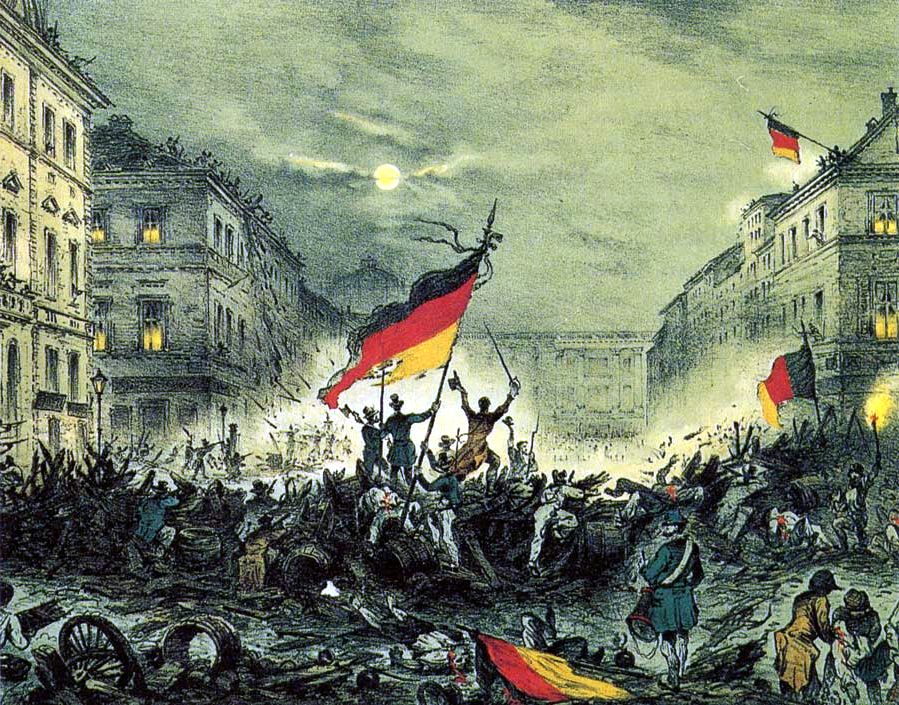
Баррикады на 18-19 марта 1848 года

Мартовская революция 1848 года сопровождалась крестьянскими бунтами, и немецкие помещики опасались повторения событий 1525 года. По свидетельству Тадден-Триглафа, элиты были «скованы леденящим страхом». Сам он выступал за немедленный ввод войск в революционный Берлин. Фридрих Вильгельм IV перебрался в Потсдам, где вокруг него сформировалась камарилья — неформальная группа реакционных советников, куда входили Людвиг фон Массов, братья Герлахи, Эрнст Зенфт фон Пилзах. Их целью было противодействие принятию либеральной конституции и сохранение королевского контроля над правительством, армией и внешней политикой. Несмотря на то, что камарилья фактические перестала существовать с окончанием революции, оппозиционная пресса продолжала выступать против неё в 1850-е годы.
В апреле созванный королём второй Объединённый ландтаг объявил о выборах в Национальное собрание Пруссии. К ним были допущены все взрослые мужчины, имеющие постоянное место жительства в течение 6 месяцев и не получающие пособие по бедности. Состав Национального собрания был преимущественно левым и либеральным, лишь 7 процентов депутатов являлись землевладельцами.

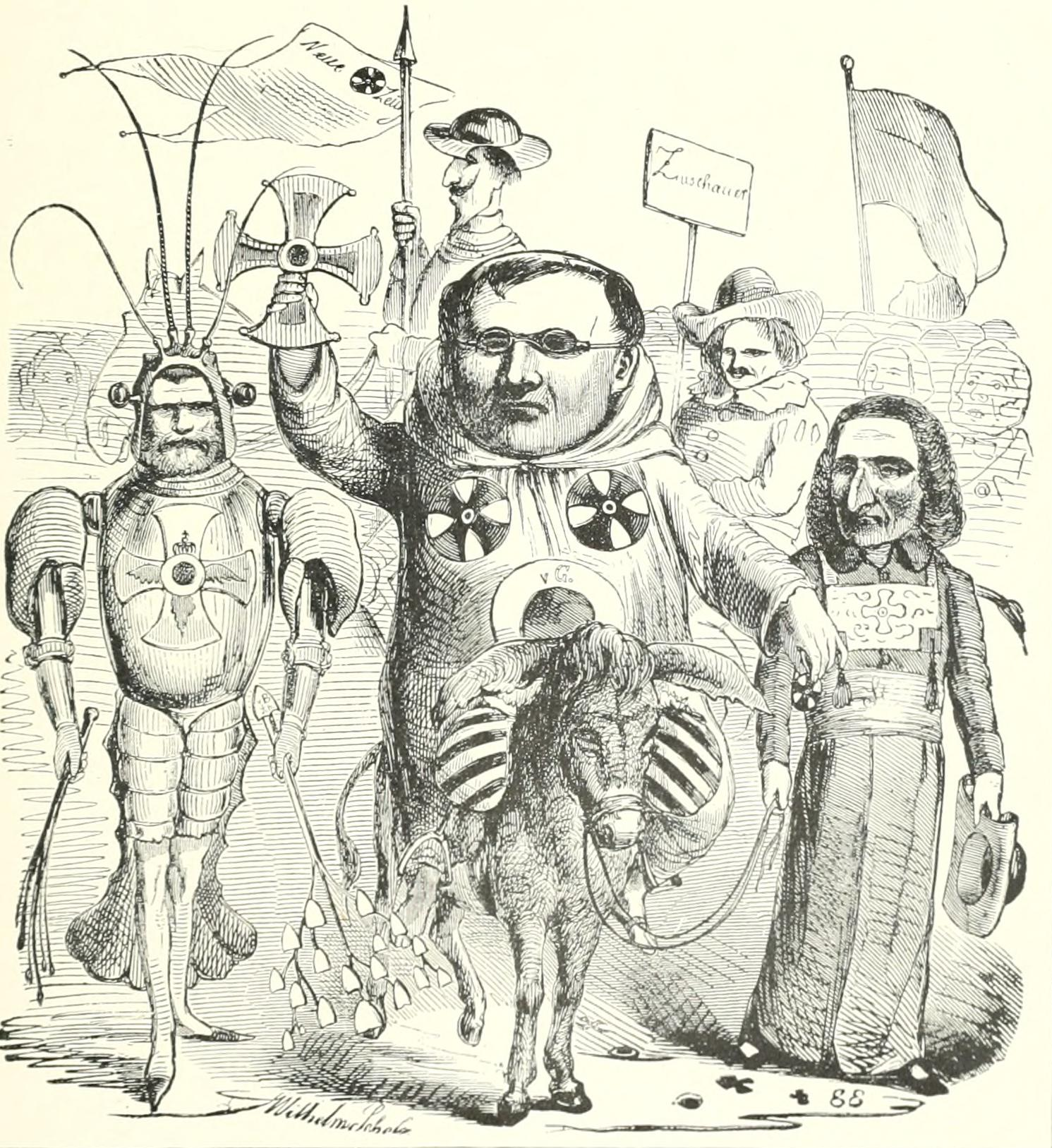
Карикатура Шольц, Вильгельм на основателей, 1849 год

В конце июня группа консерваторов, куда входили Бисмарк, Тадден, Пилзах и Леопольд фон Герлах, договорилась об учреждении консервативной партии. Для её успеха следовало отложить разногласия по конституционному вопросу и постараться привлечь представителей пролетариата и политически индифферентных собственников. 3 июля был учреждён «Союз за короля и отечество» (нем. Verein für König und Vaterland), состоящий преимущественно из помещиков. Леопольд фон Герлах призывал усилить агитацию в провинциях: уверенность в наличии сильного консервативного большинства должна была поспособствовать тому, чтобы король решился «распустить Национальное собрание и собрать правительство, которое сможет править вместе с ним». Партийным органом печати выступала газета Neue Preußische Zeitung. В ней Людвиг фон Герлах высказывался в поддержку английской концепции конституционализма, противопоставляя её и абсолютизму XVIII века, и либеральному «псевдо-конституционализму». Neue Preußische Zeitung была единственным изданием, которое постоянно читал Фридрих Вильгельм IV. Позднее Герлах писал: «Среди всех государств с 1789 года лишь в Пруссии удалось начать реакцию истинного права и истинной свободы… при помощи захваченных и развёрнутых орудий самой революции, при помощи трибуны, свободной прессы и партийной организации».

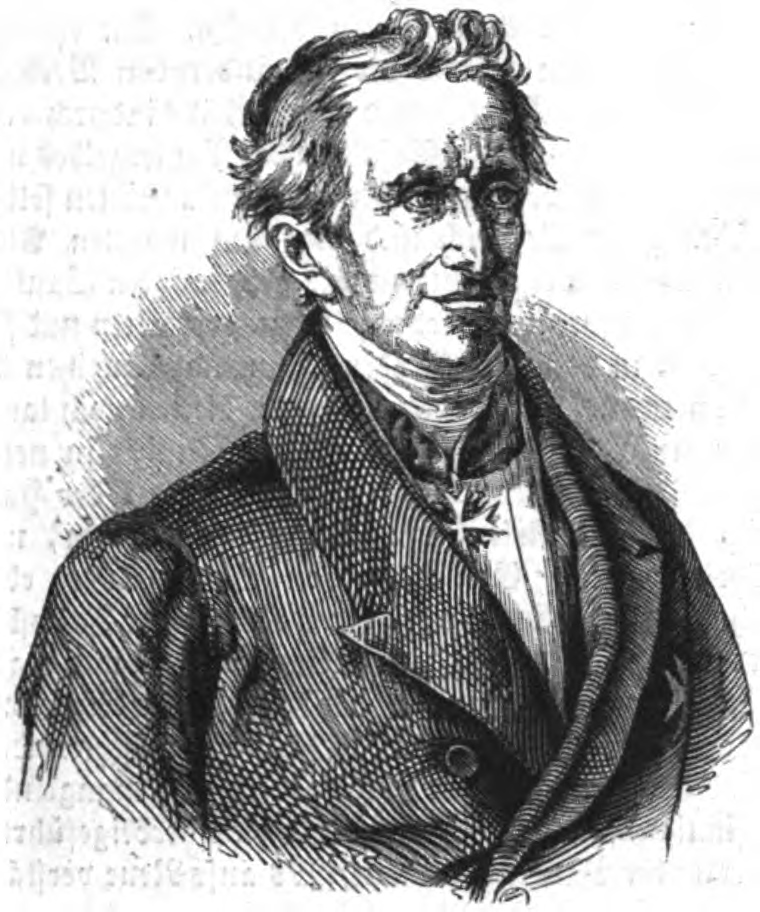
Эрнст фон Бюлов-Куммеров, консервативный политик и публицист

Национальное собрание получало тысячи петиций с призывами к безусловной отмене существующих крестьянских повинностей. Разрабатываемый им проект конституции предусматривал упразднение в Пруссии дворянства, поместий и личной зависимости. Правительство призывало помещиков пойти на уступки, чтобы сохранить «положение землевладельцев в государстве». В июле оно представило Национальному собранию законопроекты о выкупе крестьянских повинностей и введении со следующего года земельного налога на поместья. Правительство предлагало повысить налоги на алкоголь и сахарную свёклу, упразднить охотничьи привилегии дворян и их власть в имениях. По инициативе Эрнста фон Бюлова-Куммерова для противодействия этим мерам вскоре было учреждено «Общество поддержки интересов землевладельцев и содействия процветанию всех классов» (нем. Verein zur Wahrung der Interessen des Grundbesitzes und Förderung des Wohlstandes aller Volksklassen). Его руководство отказывалось от политических целей, не возражало против упразднения власти помещиков в имениях и было озабочено исключительно материальными вопросами. Такая позиция вызвала критику со стороны Neue Preußische Zeitung.
На встрече в поместье Путткамеров Отто фон Бисмарк, Ганс фон Клейст-Рецов и Александр фон Белов договорились провести большое собрание сторонников короля. Опасаясь неприязни по отношению к пиетистам, они решили устроить его под эгидой организации Бюлова-Куммерова, чьи попытки начать переговоры с представителями власти ни к чему не привели. 18 августа в Берлине было открыто собрание общества, где присутствовало около 400 землевладельцев. Оно стало известным как «юнкерский парламент». Бюлов-Куммеров сообщил собравшимся: «Материальные интересы превосходят своей значимостью всё остальное. Обеспечивая их, мы всегда будем иметь твёрдую почву под ногами». Такой позиции возражал Людвиг фон Герлах: чтобы сохранить дворянство и его положение в обществе, он призывал осмыслять собственность не как неотъемлемое право индивида, а «в тесной связи с обязанностями, которые она обеспечивает». Этот диссонанс между открытым отстаиванием экономических привилегий и идеологическим представлением об особой роли дворянства продолжал проявлять себя в Консервативной партии Пруссии и в итоге стал линией её раскола в 1876 году.
По итогам собрания королю была подана петиция против упразднения крестьянских повинностей и налоговых привилегий дворян. В ней Национальному собранию отказывалось в праве принимать такие законы — его полномочия должны ограничиваться разработкой конституции и одобрением налогов. Фридрих Вильгельм IV перенаправил петицию министру-президенту Рудольфу фон Ауэрсвальду с рекомендацией приостановить принятие соответствующих законов, пока не появится возможность «вынести их на обсуждение государственного собрания с подобающим представительством крупных землевладельцев».
Часть руководства «Общества защиты собственности», возглавляемая Гансом фон Бреслером, предлагала меры против социальных предпосылок революции, главной из которых было разрастание бедствующего пролетариата. Они призывали к отказу от привилегий помещиков, введению прогрессивного налогообложения, учреждению банков для поддержки малых хозяйств и предприятий, предоставлению земельных участков для фабричных рабочих и обеспечению занятости батраков в зимние месяцы. Бюлов-Куммеров был против подобных дискуссий: он пригрозил уйти в отставку, если участники решат превратить органзиацию в политический клуб.
1 ноября министром-президентом Пруссии был назначен Фридрих Вильгельм фон Бранденбург, чью кандидатуру продвигала камарилья. Он распустил Национальное собрание и ввёл в Берлин войска. 5 декабря правительство объявило об октроировании умеренно либеральной конституции. Она предполагала сохранение дворянства при отмене сословных привилегий. Все взрослые мужчины, не получающие пособие по бедности, получали право голоса на выборах в нижнюю палату парламента. Конституция вызвала противоречивые реакции среди старых элит. Они были довольны широтой полномочий монарха, но вместе с тем шокированы либеральными аспектами. В целом консерваторы были удовлетворены сохранением своего социального положения, укреплением центральной власти и роспуском Национального собрания, в дальнейшем они рассчитывали изменить избирательное законодательство.
Правительство Бранденбурга-Мантейфеля ввело имущественный ценз для участия в выборах в верхнюю палату парламента. В январе 1849 года был издан закон о замене вотчинных судов государственными.
В апреле 1849 года была введена избирательная система, способствующая продвижению интересов крупных землевладельцев. Она делила электорат на три категории в соответствии с размером уплачиваемого налога. На каждую из них приходилось равное количество выборщиков, причём около 85 процентов избирателей относилось к третьему классу. В 1867—1903 годы около трети прусских депутатов являлись землевладельцами.
На 1850—1860-е годы пришёлся пик экономического могущества юнкеров. Этому способствовал избыток дешёвой рабочей силы, отмена «хлебных законов» в Великобритании и развитие внутреннего рынка. Из 12339 поместий Пруссии 11449 располагались в семи восточных провинциях. Вместе с тем уже в 1860-е годы большинство поместий принадлежало буржуазии.

## Германская империя
Заэльбским помещикам удалось сохранить своё положение после объединения Германии. Политика Бисмарка была направлена на сохранение дворянства как основной опоры монархии. Доминирующее положение Пруссии, ограниченность полномочий рейхстага, трёхклассная избирательная система и джерримендеринг благоприятствовали заэльбским землевладельцам.
Принятое в 1872 году положение об управлении округами (Kreisordnung) упразднило полицейскую власть помещиков в имениях. Эти полномочия были возложены на участковых начальников (Amtsvorsteher), назначаемых обер-президентами по представлению крейстагов, избираемых по трёхклассной системе. Должность ландрата в большинстве случаев занимал не местный житель, а назначенный правительством чиновник. Соответствующий закон вызвал крайне негативные реакции в Палате господ. Главным противником нового положения был Ганс фон Клейст-Рецов: «Сословия — это естественное разграничение… на котором стоит государство… Государство без такого естественного разграничения — это орда, подобная гуннам». Вскоре была созвана новая сессия парламента, и Палата господ, куда был назначен ряд новых членов, приняла закон, а Консервативная партия Пруссии раскололась.
В 1876 году, после поражений консерваторов на выборах, была основана Немецкая консервативная партия. Она сфокусировалась не на защите традиционного общественного устройства, а на преследовании экономических интересов землевладельцев. Новый подход привёл к успеху на выборах. Немецкая консервативная партия стала прочной опорой для Бисмарка. Она входила в правительство на протяжении всей истории рейха за исключением короткого периода в начале 1890-х.
Гельмут фон Герлах описывал процедуру голосования в округе Волау, от которого неизменно избирались представители Консервативной партии: «В день выборов в обеденный перерыв работников выстраивали в колонну и вели в пункт для голосования… На входе инспектор вручал каждому работнику бюллетень Консервативной партии, который тут же принимал помещик в качестве заведующего избирательным пунктом. Механизм работал безотказно. Политические неполадки случались только в деревнях крестьян-собственников. Там иногда подавались голоса за независимых кандидатов и партию Центра. По этой причине господа „фон и цу“ были враждебно настроены против крестьян; впрочем, Союзу сельских хозяев в дальнейшем мастерски удалось впрячь большинство крестьян в юнкерскую телегу».
В 1885 году более трети помещичьих родов располагали владениями размером от 1000 гектаров.

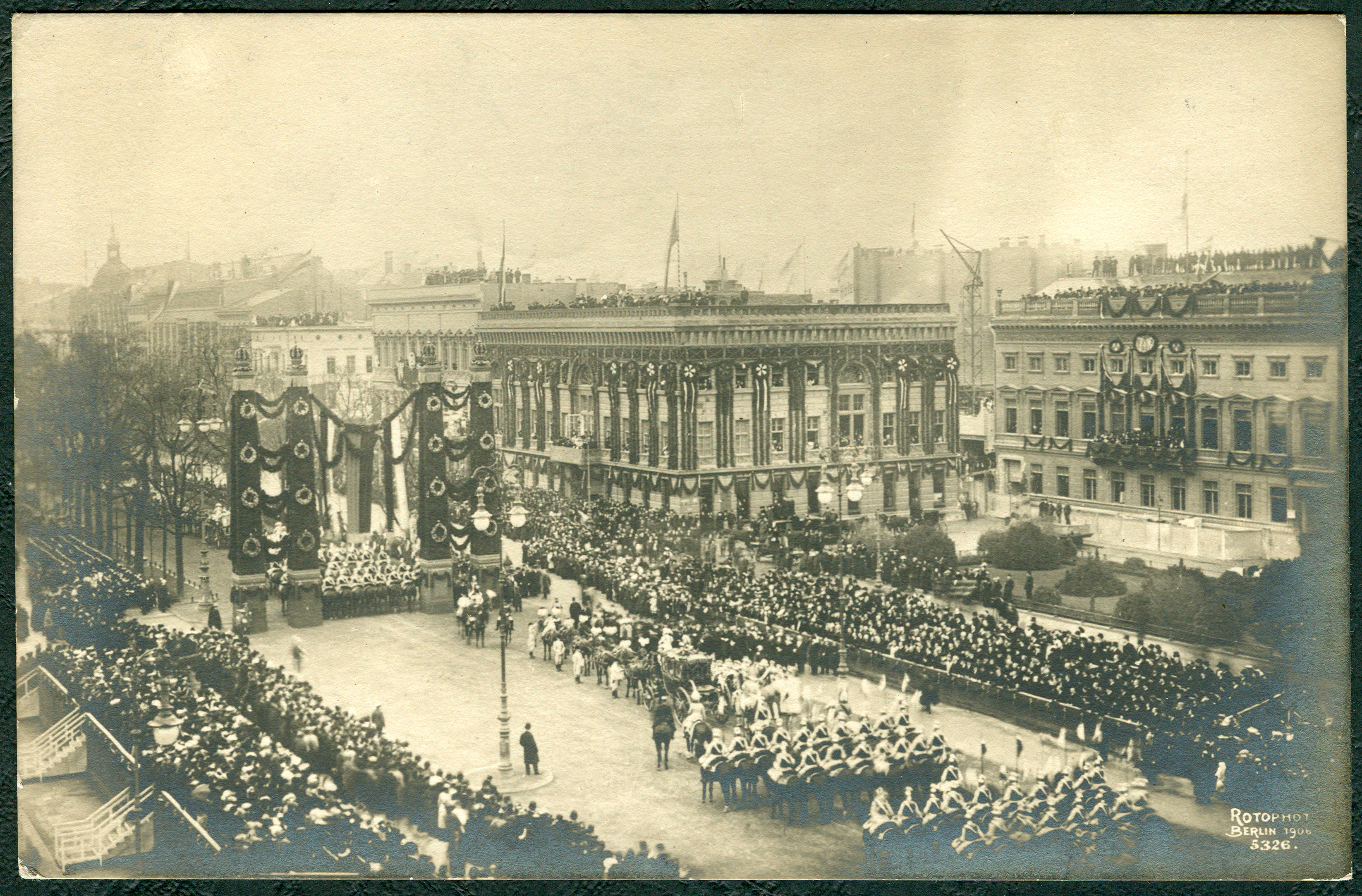
Парижская площадь в Берлине во время празднования серебряной свадьбы императорской четы 27 февраля 1906 года. На заднем плане — дворец Редернов в процессе демонтажа.

На фоне увеличения налогов на недвижимость в Берлине и снижения собственных доходов аристократы стали избавляться от столичных особняков. Дворец Тиле-Винклеров на Регентен-штрассе был продан посольству Испании, дворец Арнимов — выкуплен для Академии искусств, на месте дворца Редернов был построен отель «Адлон».
В правление Вильгельма II представители высшей буржуазии, в том числе евреи, стали чаще вступать в браки с аристократами и получать титулы и ордена в обмен на крупные денежные пожертвования. Финансовое положение позволяло им вступать в элитарные организации, недоступные для большинства дворян. Подъём еврейской буржуазии способствовал распространению антисемитизма среди переживающей упадок мелкой знати. Антисемитский код предоставил удобный язык и набор символов для беспомощного и агрессивного протеста против «мамонизма» элит и для сближения со средним классом.

## Веймарская республика
Ноябрьская революция сопровождалась сельскими забастовками, особенно в Померании. Бастующие выступали против урезания натуральных выплат, найма иностранцев и нежелания землевладельцев признавать Немецкий союз сельскохозяйственных рабочих. Помещики боролись против забастовок силами фрайкоров, привлекали к работе штрейкбрехеров из «Технической помощи» (Technische Nothilfe), а также соглашались на незначительное увеличение выплат.

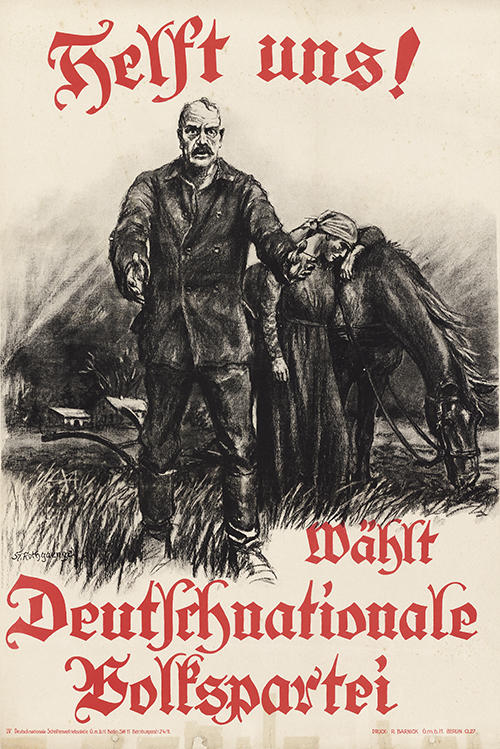
«Помогите нам! Голосуйте за Немецкую национальную народную партию». Агитационный плакат 1929 года.

Крупные помещики стали главными спонсорами предвыборной агитации основанной в декабре 1918 года Немецкой национальной народной партии (DNVP). Они стремились переложить ответственность за войну и поражение в ней на своих политических противников. «В войне виноваты не „юнкеры“, а евреи, руководящие социал-демократами и демократами», — говорилось в листовке, обращённой к сельским жителям накануне выборов в Национальное собрание. Помещики занимались руководством и финансированием парамилитарных организаций, таких как «Оргеш».

Призывы левых к экспроприации крупных поместий не были воплощены в реальность после революции. Территориальные потери в результате Версальского договора также не привели к сильному изменению доли дворянских землевладений. К 1925 году на них приходилось около 13 процентов сельскохозяйственных угодий Веймарской республики. На востоке страны дворянам принадлежала половина поместий размером свыше 500 гектаров и практически все крупнейшие хозяйства размером более 5000 гектаров.

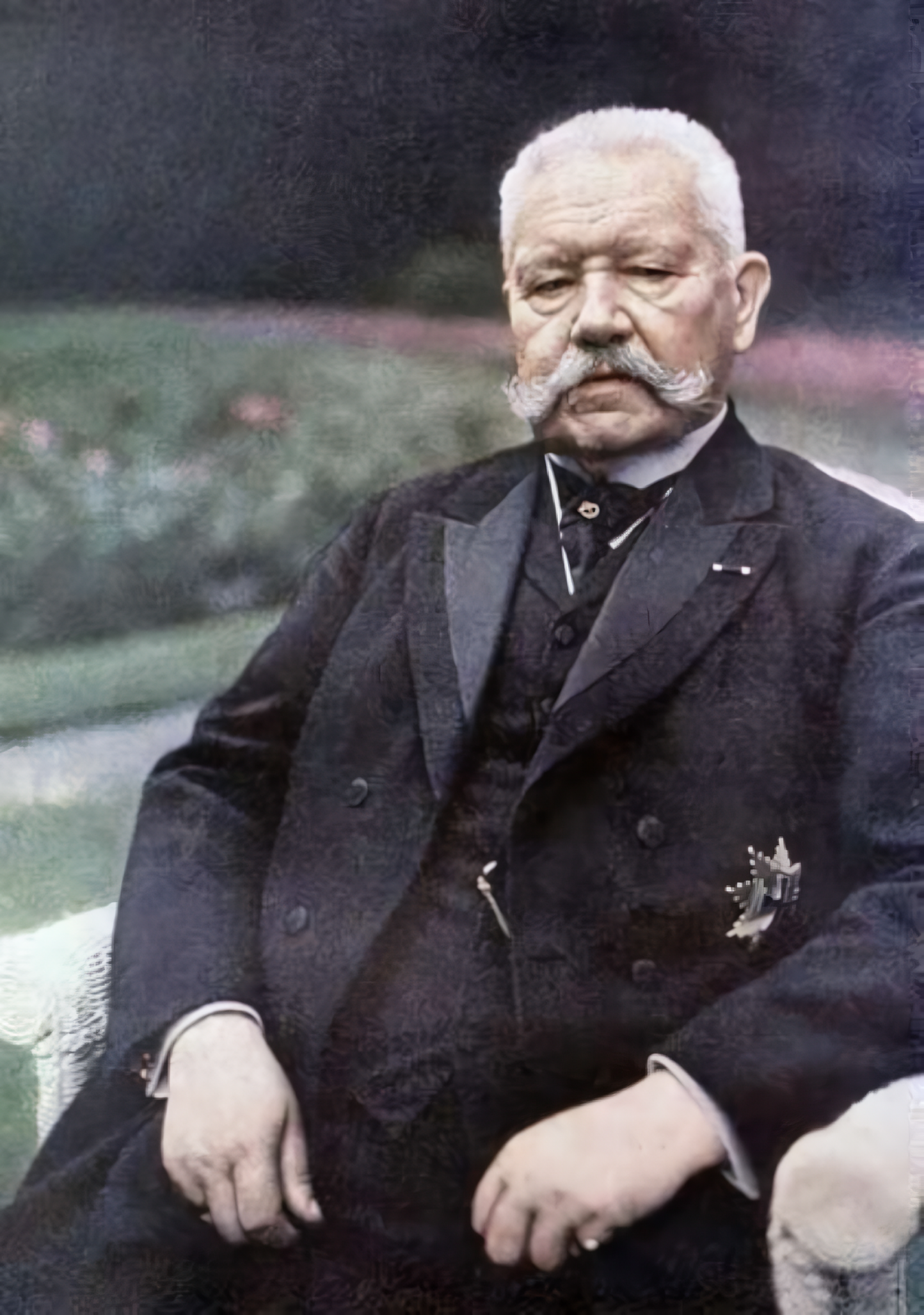
Пауль фон Гинденбург, начальник Генерального штаба Германии (1916—1919), рейхспрезидент (1925—1934)

В Веймарской республике на сельское и лесное хозяйство приходилось около 30 процентов рабочей силы, их доля в экономике составляла 16 процентов — в этом отношении среди промышленно развитых стран Европы Германию опережала только Италия. Организации, продвигающие интересы землевладельцев, такие как Имперский аграрный союз (Reichs-Landbund), оказывали большее влияние на правительство страны, чем во времена монархии. После избрания Пауля фон Гинденбурга на пост рейхспрезидента в Германии была принята программа финансовой помощи Востоку (Osthilfe). Поддержка сельского хозяйства обосновывалась необходимостью самообеспечения, но зависимость Германии от импорта только выросла из-за снизившегося спроса на традиционно выращиваемые в Заэльбье рожь и картофель.
В Веймарской республике резко уменьшилось количество дворян, занимающих высокие государственные посты. В 1930 году к знати принадлежал лишь один из двенадцати обер-президентов, 14 из примерно 480 ландратов и ни один из 32 регирунгспрезидентов. В то же время дворяне сохранили большое представительство в дипломатическом корпусе: из 161 высшего чиновника министерства иностранных дел 62 были аристократами. Знать составляла 21 процент офицерского корпуса рейхсвера, при этом среди них было менее 5 процентов выходцев из помещичьих семей.
Неоднозначная позиция нацистов в отношении имущественных прав отталкивала землевладельцев. Адольф Гитлер стремился дистанцироваться от антикапиталистической риторики левого крыла своего движения. В апреле 1928 года он выступил с заявлением, что «Национал-социалистическая рабочая партия стоит на почве частной собственности», а 17-й пункт партийной программы, касающийся конфискации, направлен против «еврейских компаний, спекулирующих земельными участками».

## Историография

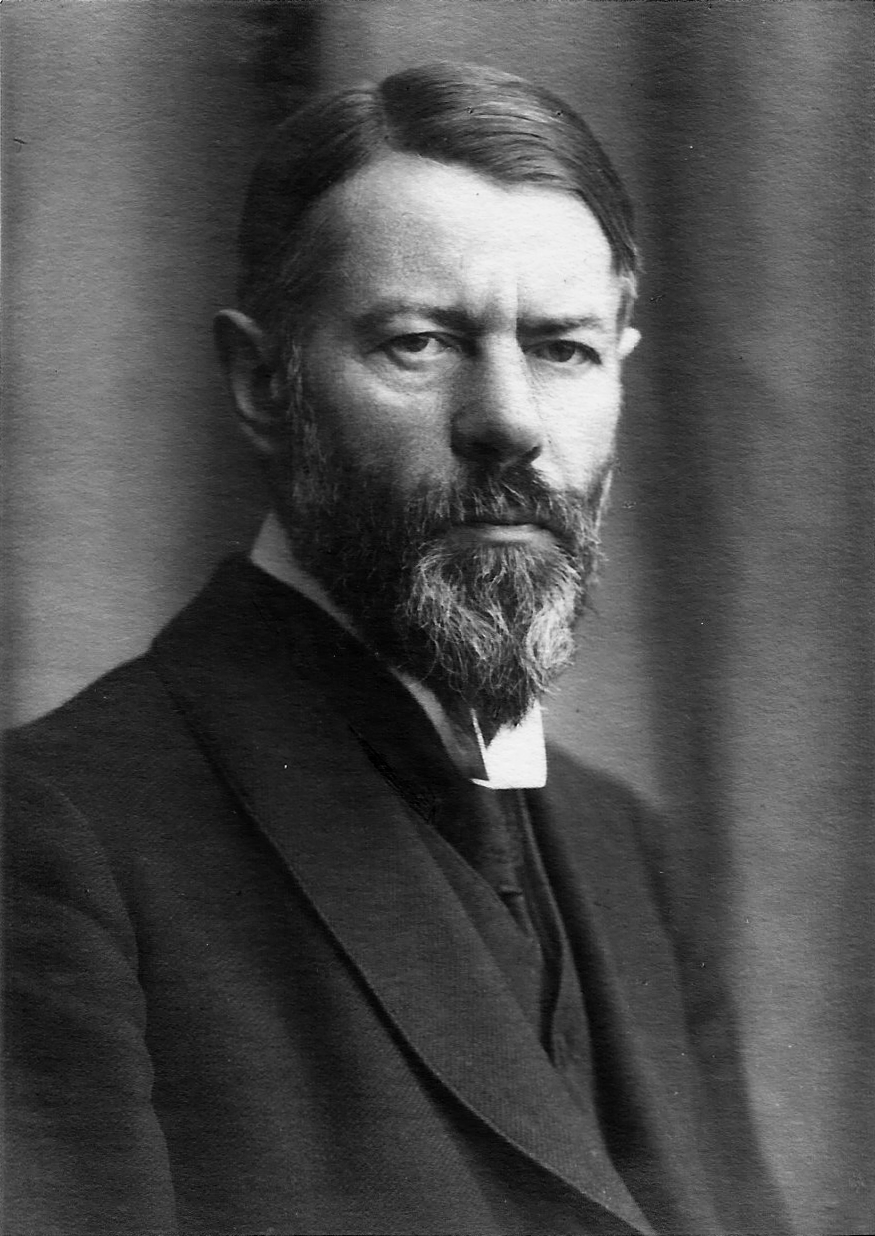
Макс Вебер, немецкий социолог и политик

На восприятие экономического положения юнкеров в Германской империи в большой степени повлияли оценки Макса Вебера. Большинство из них давалось в рамках политической полемики: его единственное глубокое исследование крупных землевладельцев проводилось на основе опросов в 1892 году, вскоре после отмены покровительственных пошлин.
В опубликованной в 1943 году книге «Хлеб и демократия в Германии» Александр Гершенкрон писал о том, как протекционизм и философия юнкерства препятствовали развитию демократических институций в Германской империи.
В 1950-е годы Ганс Розенберг, будучи противником консервативной идеалистической немецкой историографии, стремился изложить «здравую, неподдельную картину действительной истории». Он говорил о происхождении юнкерства из средневекового воинского сословия, в восприятии которого «грабежи, убийства были не преступлениями, а соответствующим положению проявлением мужественности и способом психического самоудовлетворения». С переходом к сельскому хозяйству дворяне не утратили притязаний на неограниченную власть в своих имениях. Розенберг считал, что помещики насаждали в своих имениях армейскую дисциплину и приучали подданных к безоговорочному повиновению, поспособствовав «принятию военного фетишизма большинством жителей Второго рейха». Вплоть до 1945 года восточногерманские помещики играли «неприглядную роль вероломных, ненасытных защитников своих политико-экономических интересов».
Розенберг внёс значительный вклад в развитие идеи об особом пути Германии (нем. Sonderweg), первым этапом которого историк считал прусский абсолютизм: усиление и рационализация государства не возвысили среднее сословие, а закрепили господствующее положение юнкеров (нем. Junkerherrschaft). Элитам удалось приспособить национализм и идеалы либерализма для сохранения аристократических традиций в индустриальную эпоху; консервативные землевладельцы добились отказа от здоровых рыночных механизмов в пользу реакционного протекционизма. В период Германской империи демократические тенденции подтолкнули элиты к «трансформации „аристократического консерватизма“ в „плебейский“», а в дальнейшем — к союзу с Гитлером, в отсутствие которого «национал-социалисты не были бы так широко приняты растерянными немцами». Тезис Розенберга о слиянии знатных и буржуазных землевладельцев в однородный «помещичий класс» (нем. Rittergutsbesitzerklasse) ставился под сомнение позднейшими исследователями.
Подход Розенберга получил продолжение в работах представителей Билефельдской школы. Они интерпретировали имеющийся материал с точки зрения теории модернизации. Восточногерманские историки делали акцент на совместной борьбе юнкерства и буржуазии против рабочего класса. До 1990-х годов количество исследований немецкого дворянства оставалось небольшим. При изучении аристократии времён империи и Веймарской республики учёные фокусировались на ближнем круге Гинденбурга и организациях, продвигавших интересы землевладельцев.
В работах Хайнца Райфа и Хартвина Шпенкуха был предложен более взвешенный взгляд на юнкерство. Проведённое Клаусом Хесом исследование поместий Германской империи, опубликованное в 1990 году, показало, что устоявшееся представление о наличии серьёзного сельскохозяйственного кризиса в 1870—1890-е годы не имеет под собой оснований.

### Комментарии
1. ↑  К 1850 году из 17 миллионов моргенов общинных земель помещиками было присвоено 14,8 миллионов[5].
2. ↑  100 талеров. Минимальным наказанием был штраф размером в 80 талеров, максимальным - 6 месяцев тюремного заключения.
3. ↑  К ним относились Генрих Леонард Хойбнер, Август Хан, Герман Ольсхаузен, Карл Канис[нем.], Август Толук[нем.], Эрнст Вильгельм Хенгстенберг.
4. ↑  нем. Gesellschaft zur Beförderung des Christenthums unter den Juden. В нём состояли братья Герлахи и Эрнст Зенфт фон Пилзах.
5. ↑  Католики покинули газету в 1837 году в связи с конфликтом вокруг вопроса о смешанных браках[нем.].
6. ↑  Позднее «интересы землевладельцев» в названии были заменены на «защиту собственности» (Verein zum Schutz des Eigenthums und zur Förderung des Wohlstandes aller Volksklassen).
7. ↑  Так, Императорский добровольческий автомобильный корпус (нем. Kaiserlichen Freiwilligen-Automobil-Corps) имел репутацию еврейской организации. Вступление в него предполагало наличие машины с мощностью двигателя не менее 8 лошадиных сил и уплату ежегодных членских взносов в размере 100 марок.